# ドラえもん (1979年のテレビアニメ)
- 藤子不二雄（連載） > 藤本弘（著作） > ドラえもん > アニメ > 1979-2005年
- 藤子不二雄 > アニメ > ドラえもん > 1979-2005年

『ドラえもん』は、藤子・F・不二雄による日本の漫画。本項では同名の漫画を原作としたテレビアニメの中の、1979年からテレビ朝日系列にて放送中の2作目のアニメシリーズのうち、2005年3月放送分までについて述べる。
本項で述べる期間は1979年4月から2005年3月まで。テレビ朝日・シンエイ動画・旭通信社（現・ADK）制作。全1787話。

## 概要
漫画『ドラえもん』は、1979年に2作目のテレビアニメシリーズが放送開始され、現在も放送中である。
シリーズのテレビアニメ放送と映画公開が25周年を迎えることを機に、2005年4月に大幅なリニューアルが行われた（以下、リニューアル前を第2作第1期（第1期と呼称する根拠）、リニューアル後を第2作第2期（第2期と呼称する根拠）と呼ぶ）。
第2作第1期は、1979年（昭和54年）4月2日から2005年（平成17年）3月18日まで26年間放送された。テレビ用には通常放送の全1787話と特番で放送された特別話となる30話が制作され、総計で全1817話に達する。リニューアル後の放送話数・期間を含めると、テレビ朝日のアニメ作品の中では最長寿作品となっており、日本のアニメ作品の放送期間では、最長寿の『サザエさん』（フジテレビ系、1969年 - ）に続く記録を誇る。
1965年の『オバケのQ太郎』からほぼ途切れることなく制作されてきた藤子不二雄原作のアニメ作品は1973年9月30日に放送された日本テレビ版『ドラえもん』（日本テレビ系列/日本テレビ動画。以下、第1作）の最終回をもって途切れており、それ以来約5年ぶりに制作された藤子アニメ作品となる。また本シリーズ（以下、本作）は1976年に東京ムービーから独立したシンエイ動画（旧社名：Aプロダクション）初の制作元請作となり、本作のヒットを皮切りに藤子不二雄原作の漫画が同社により数多く映像化され同系列により放送された。

### 雑誌媒体との連携
1978年末、テレビ放映化決定と共に、以降、当漫画を掲載中の小学館の学年別学習雑誌や『コロコロコミック』他で放送開始の告知プロモーションを展開。
中でも『コロコロコミック』は、1979年3月15日号で表紙に大きく「テレビ化記念おいわい特別号」と印刷し発刊。巻頭カラーページで製作過程を特集し、その後も同じ企画の連載、また毎号にテレビ放映局と放送時間を記した頁を必ず入れるなどしていた。
また、1979年にコロコロコミックデラックス「テレビ版ドラえもん」第1号、1980年7月25日に第2号を発行(共に380円)。カラーページを多用し、テレビ内容をより深くなぞったり、製作過程を紹介する書となっている。

### 放送枠・番組フォーマット
現在に続く30分枠での放送が開始したのは1981年10月2日からであり、帯枠放送時からの移行で制作体制も刷新されそれらの美術設定などは声優陣のリニューアルに伴う2005年の放送終了まで、金曜19時（一時期は18時50分）からの放送は2019年9月6日までそれぞれ続くこととなる。同枠は1975年4月4日の『勇者ライディーン』よりNET→テレビ朝日が制作、旭通信社（後のアサツー ディ・ケイ、現：ADKエモーションズ）が広告代理店を務めており、1976年4月2日の『マシンハヤブサ』から今作の枠移動が行われるまで東映動画が放映権を保持していた。1976年10月から1981年9月までは「東映魔女っ子シリーズ」を含めた少女向けアニメを放送する枠として展開されていたが、今作の枠移動により東映動画は6年間保持していた当枠を手放すこととなり、放送されていた『ハロー!サンディベル』は30分繰り下がって金曜19:30へ移動となっている。なお最初は「金曜夜7時30分で調整中」と枠移動が報じられたが、諸事情により先述の通り金曜19時へ移動となっている。
1回に放送する話数は、1981年9月まで10分版の放送は1話、30分版は3話だったが、金曜夜に移動した翌月以降は2話（これに伴う1話あたりの放送時間は後述）になった。1979年から1981年までは全話新作（前後編として2日に跨いで放送することもある）、1982年1月から1984年5月までは3話になり、A、Bパートが再放送、Cパートが新作、1984年5月に再度2話になり、2005年3月まではAパートが新作でBパートが再放送（ただし、1987年後半や1993年前半は、両パートとも新作を放送していた時期があった他、1時間に拡大される特番ではB、Cパートを跨ぐ中編のみが新作だった）。
その後も原作と共に人気を急上昇させ、まだテレビ朝日の系列局が少ない中でも全都道府県で放送される大ヒット作となった。テレビ朝日や藤子漫画だけでなく、日本を代表する国民的アニメ番組としての『ドラえもん』ブランドを成長させたのは、本作の影響が非常に大きい。その一方で、テレビ朝日が視聴率不振にあえいでいた1980年代後半（『アフタヌーンショー』やらせリンチ事件以降）から1990年代にかけては「テレビ朝日には『ドラえもん』と『徹子の部屋』、『ニュースステーション』（現・報道STATION）、『日曜洋画劇場』しか誇れる番組がない」と揶揄されたことも決して少なくなかった。

### 原作不足への対応
帯枠での放送ということもあって原作の不足は早い段階で発生しており、当時の時点で単行本などに未収録だった作品もいち早く映像化していた。1980年1月1日の特番で初のアニメオリジナルの作品が放送され、放送開始以来、脚本家を置かずアニメーターが原作から直接コンテを書き起こす制作形態を採っていたが、この時期以降は脚本家が置かれての制作形態へ徐々に移行となり、30分枠移動時には完全に移行した。

#### 他作品の流用
原作者を同じとする漫画作品を、本作のキャラクターに差し替えた形でアニメ化するなどの手法も採り、帯枠時では『ポコニャン』から数多く映像化され、1990年代後半には『チンプイ』、2000年代には『キテレツ大百科』のエピソードを原案にした作品も数作品制作された。

#### リメイク
放送が長期に渡ったこともあり、同一の原作を再びアニメ化するリメイク版の制作も数多く行われた。初のリメイクは単行本2巻収録、本作では1979年にアニメ化された『オオカミ一家』で、1985年に『オオカミ一家を救え!!』として放送された。30分枠移行後では、1990年頃からアニメオリジナル作品の制作割合が多くなり、末期にはほぼ全ての作品がアニメオリジナルとなった。その時期では主に特番などにおいてリメイク版の放送を行った。リメイク作品は帯放送枠時代に放送された作品が中心だが、30分時代に放送された作品をリメイクする場合もある。

### 映画化
放送開始から約1年後の1980年からは東宝の配給により毎年3月に映画が公開されており、リニューアルにより2005年のみ途切れるも、2006年からは再開され現在も毎年新作映画が公開されている。1980年に公開された第1作『ドラえもん のび太の恐竜』から、本作の放送期間中に劇場公開された最終作は2004年公開の『ドラえもん のび太のワンニャン時空伝』である。

### 特別番組
毎年春改編期と夏のお盆前後、秋改編期には『○だ一番! ドラえもん祭り』（「○」には季節が入る）などと題して1時間から2時間に拡大される特番があり、やや長い中編のアニメ化なども行われた。また、秋の特番では1996年までは、春に公開された映画が放送されていた。なお、放送は必ずしも金曜日ではなくレギュラー放送を通常通り放送した翌日の土曜日など別日だった回もある。1990年代後半になると、新作映画公開の前日に「前夜祭」を放送したこともあった（時間はレギュラー放送と同じ30分。「前夜祭」は後の全面リニューアル後もしばらく行われていた）。
特に大晦日は曜日に関係なく『大晦日だよ!ドラえもん』と題して3時間の特番が放送され、中編、短編も含め過去の傑作の中から10本程度の再放送（1987年までは藤子オールスター特番のため、『ドラえもん』の他、『パーマン』、『忍者ハットリくん』などの傑作も放送 ）、翌年春公開予定の映画のお知らせ、ドラえもん関連イベントの紹介などが放送された。ただし、1995年は大晦日に『ザ・ビートルズ・アンソロジー』の特別番組を編成したため、1日前倒しをして30日に放送、タイトルも『冬休みだよ!ドラえもん』に変更された。

### 視聴率
2005年3月25日の放送終了までの日本での歴代平均最高視聴率は1983年2月11日の放送で記録された31.2%である（ビデオリサーチ調べ、関東地区）。放送開始の1979年からの半年近くは13～15%程度を前後していたが、9月に入ると20%を突破するようになり、1980年代は視聴率20%超えをほぼ毎週記録し、同時間帯トップに立つことも多かったが、1990年以降は少子化や習いごとをする子どもの割合の増加など時代背景の変化もあり、年間平均で1990年代後半は15%前後、2000年代前半には12%前後まで低下した。なお、木村純一によると、東南アジアでは視聴率が70%を超えることもざらにあるという。

### 声優陣の交代
2004年7月にコロコロコミックで次回作の映画を2006年春に公開することが発表されたが、この時点ではまだ声優交代の一報はなかった。2004年11月22日当日付の朝日新聞にて声優陣一新の決定が初めて世間に公表され、リニューアルに伴い2005年3月18日放送の特番『ドラえもん オールキャラ夢の大集合スペシャル』をもって、同年4月15日からの第2作第2期にバトンを渡す形で放送終了を迎えた。当日、直前に放送された『スーパーJチャンネル』では関東ローカル枠のコーナーで特集が組まれ、最後のエピソード『ドラえもんに休日を?!』の収録に密着した（収録日は、同年3月4日）。レギュラー5人に加え、準レギュラーから田中亮一（先生役）、渡部猛（神成役）、佐久間レイ（ミニドラ役）、よこざわけい子（ドラミ役）、松原雅子（しずかのママ役）、横尾まり（スネ夫のママ役）、青木和代（ジャイアンのママ・ジャイ子役）、千々松幸子（玉子役）、中庸助（のび助役）計14人が視聴者にメッセージを述べた。ナレーションは玉子役の千々松が担当。後日には、第2作第2期の声優のオーディションに密着した特集も組まれた。

### 楽曲
劇伴は菊池俊輔が担当、その後の同社制作による藤子アニメや『キテレツ大百科』などにも参加する。菊池は放送開始から20年以上にわたってテレビシリーズと映画のBGMを手がけた。うち一部の楽曲はサントラCDとして商品化された。主題歌『ドラえもんのうた』のシングルレコードは1987年の時点で日本で150万枚を売り上げている。

### アニメ独自の演出
「こんにちは、ぼくドラえもんです」（ドラえもん）、「ドラえもん、大変だよ」（のび太）、「のび太さんのエッチ!!」（しずか）、「のび太のくせに生意気だぞ！」（スネ夫）、「ひはははははは、ジャイアンこと剛田武、小学五年生」（ジャイアン）などの台詞は全て原作には存在せず、それぞれの声優陣たちが自ら考案したアドリブである。他にもドラえもんがのび太を「のび太くん」、しずかがドラえもんを「ドラちゃん」、のび太らを「〇〇〇くん」「〇〇〇さん」と呼ぶ設定と、「しずかちゃん」という愛称は大山のぶ代、野村道子が考案した。これらは第2作第2期にもほぼそのままの状態で残され、またさらなる発展が行われて現在に至っている。

## 前史

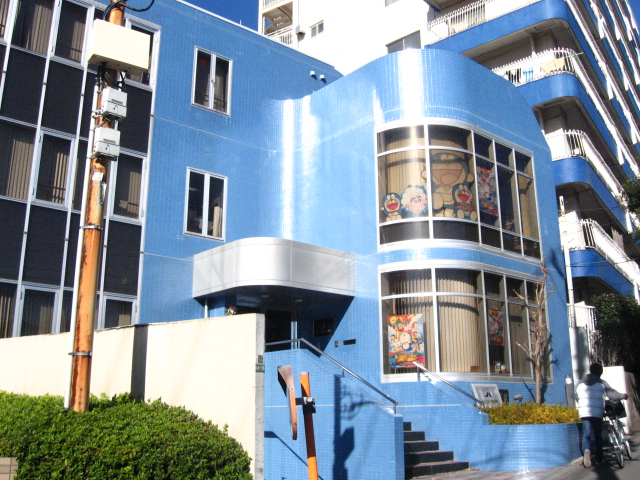
シンエイ動画旧社屋（2006年）。青い壁色から「ドラえもんビル」の通称で呼ばれていた。

1973年の第1作の放送終了後、漫画『ドラえもん』の映像化権は、かつての制作会社の日本テレビ動画が消滅していたこともあって宙に浮いていたが、当時東京ムービーで営業を担当していた楠部三吉郎が原作者からの信頼を獲得し、同社へと委ねられていたとされる。1976年の秋に東京ムービー専属の下請会社であったAプロダクションが、シンエイ動画へと社名を変更して独立し、『ドラえもん』の再アニメ化に向けてセールスを開始する。この際に東京ムービーがシンエイ動画に映像化権を譲渡しているが、経緯に関しては諸説あり、大塚康生は「藤岡豊（当時東京ムービー社長）が独立に際して餞別として快く譲渡した」と著書に書いているのに対し、別紙壮一は「『ドラえもん』の企画は楠部が取り付けて東京ムービーの所有物になっていたが、独立の際に藤岡の了承を得て引き取った」とインタビューで証言している。
一方、楠部の回想では、1977年秋に原作者である藤本弘（のちの藤子・F・不二雄）にアニメ製作の許諾を求めると、藤本はしばらく沈黙してから「いったいどうやって『ドラえもん』を見せるのか、教えてもらえませんか。原稿用紙3、4枚でいいから、あなたの気持ちを書いてきてください」と答えた。楠部はAプロダクション時代に面識のあった高畑勲に依頼して企画書を書いてもらい、高畑とともに再度藤本を訪れて企画書を見せると、藤本は「わかりました。あなたにあずけます」と即答したという。楠部は後日藤本が「『オバQ』にしても、『パーマン』にしても、みな幸せな家庭へ嫁に出すことができました。でも、『ドラえもん』だけは出戻りなんです。（中略）だからもし、もう一度嫁に出すことがあったら、せめて婿は自分で選ぼうと、そう決めていました」と、企画書を求めた理由を話したことを記している。
独自に映像化権を取得したシンエイ動画は手始めによみうりテレビ（YTV・日本テレビ系列）へ新作のセールスを行っており、同局のプロデューサーだった佐野寿七が本格的な企画書を作ったものの、上層部の理解を得られずに企画は頓挫する。佐野は『ドラえもん』の企画書を広告代理店の旭通信社に譲渡することで、シンエイ動画と旭通信社による各テレビ局へのセールスが新たに開始された。楠部三吉郎は、東京ムービーと関係の深かったよみうりテレビ東京支社長が「また一緒にやろう」と誘ってくれたが、シンエイ動画が東京ムービーと「揉めて」独立した経緯があり、東京ムービー時代の「コネ」に頼るのは「仁義に反する」と考えて他局に売り込んだと記している。
1978年になると、テレビ朝日の株主だった小学館も再アニメ化への根回しを開始。テレビ朝日の編成部で19時から23時までのプライムタイム担当者だった高橋浩に「藤本先生が『私の作品はどこが受け入れられなかったのでしょうか?』と言われている。『ドラえもん』が日本テレビ放送網で失敗した理由を教えてほしい」という要望で、1973年版全26話分の台本と漫画の単行本数冊を入れた風呂敷包みを贈っている。それを自宅に持ち帰った高橋は、小学校低学年と幼稚園児だった娘たちが単行本を楽しそうに読む姿を見て『ドラえもん』は低年齢層向けの作品だと確信するが、1973年版の台本を読むと対象年齢のターゲットが少し高いように感じた。書店でも、当時の子どもたちが面白そうに単行本を読む光景を観察した高橋は、『ドラえもん』の再アニメ化をテレビ朝日の上司に提案するが「日本テレビで失敗したものがテレビ朝日で成功するわけがないだろう」という一言で却下。高橋は、低視聴率の枠があったら再び『ドラえもん』の企画を出す作戦に切り替える。
その後、プライムタイムの低視聴率を問題視したテレビ朝日の編成局長と編成部長が、担当者の高橋を呼び出して責任を問う機会があった。「19時直前の10分番組がローカル放送の『ANN首都圏ニュース』のベルト編成で、なおかつ毎日2%の視聴率では、プライムタイムへのフロー（流れ）ができていません。18時50分から19時までの枠を視聴率が取れ、ベルト編成ができる番組に切り替えれば、プライムタイムの数字は自ずと上がるのではないでしょうか」という高橋の考えに対し、「現在の18時30分から20分間の全国ネットニュース、18時50分から10分間のローカルニュースという編成を、18時から30分間の全国ネットニュース、18時30分から20分間のローカルニュースに拡大すれば、報道局は納得するだろう。そうすれば、18時50分からの10分間をあけることができる」という編成部長の妙案で、高橋は月曜から土曜まで10分間のベルト企画を社内外から募集することになった。
高橋が、アニメ、人形劇、特撮もの、歌ものなどを含めて88本も集まった企画に『ドラえもん』も入れて選定中の頃、小学館やシンエイ動画と組んで『ドラえもん』の再アニメ化を各テレビ局にセールス中だった旭通信社が、テレビ朝日におけるベルト企画の状況を聞いてきた。高橋が『ドラえもん』を薦めると、旭通信社も同意して『勉強部屋のつりぼり』と題したパイロット版を持参。このパイロット版は高橋の上司の編成部長にも好評であり、「必ず決めるから他局に持っていかないで欲しい」と言われたという。そして様々な紆余曲折を経た『ドラえもん』の再アニメ化は10分間のベルト新番組として、1979年4月の改編期に決定する。なお、テレビ朝日における月曜から土曜までの時間帯（18時50分～19時）は関東限定のローカルスポンサーしか存在せず、安い広告料しか得られない広告代理店も製作リスクが高いことから、月曜から土曜まで放送した『ドラえもん』を日曜朝（8時30分～9時）の全国同時ネット用に再編集して放送する珍しい編成になった。楠部三吉郎によると、他局へのセールスに色よい反応がなかったため、最後の手段としてパイロット版を作ることにしたという。なお、楠部はパイロット版の完成時期を「1978年秋」と記している。
パイロット版の時点で本放送キャストの大山のぶ代、小原乃梨子、野村道子、肝付兼太、たてかべ和也、千々松幸子の6人が既に同役で参加しているが、パイロット版で起用されていたキャストは、放送決定後に改めてプロデューサーなどの意向を含め変更されることが多いため、これはかなり特異なことである。楠部三吉郎は、このキャストは音響監督だった浦上靖夫が選んで連れてきたと記している。
本作の第1話「ゆめの町ノビタランド」はプロローグ的な意味合いなどは全く持たない平常的な作品であり、普通に本編から始まっていることから、第1作の続編を意識したかのような形がとられている。他にも、しずかの髪の色が栗色だったり、美術設定に川本征平が起用されているなど、第1作と同一の設定も散見される。なお、ドラえもんが初めてのび太の前に現れる原作の第1話にあたる「未来の国からはるばると」は、翌年の正月特番として放送された。
企画書を作成した高畑勲は通常のエピソードを第1話に用意した意図について次のように記している。

## 放送時間
1979年（昭和54年）4月2日 - 1981年（昭和56年）9月23日
月 - 土曜 18:50 - 19:00（帯番組･10分）
テレビ朝日など、一部局でのローカル枠としての放送。関東ではダイエー→第一家庭電器の一社提供。
このほか、テレビ朝日系全国ネットで下記の放送時間にて30分間の再放送（大半の地域では初回放送）がされた。なお、帯番組のものとは放送順が異なる他、オープニング・エンディング・次回予告が別途製作された。
1979年（昭和54年）4月8日 - 1980年（昭和55年）3月30日
日曜 8:30 - 9:00 (30分)
1980年（昭和55年）4月6日 - 1981年（昭和56年）9月27日
日曜 9:30 - 10:00 (30分)
金曜日に移行した後、放送枠は『藤子不二雄劇場』として『忍者ハットリくん』、『パーマン』（第2作）、『オバケのQ太郎』（第3作）に引き継がれた。
1981年（昭和56年）10月2日 - 1987年（昭和62年）10月9日
1989年（平成元年）4月14日 - 2005年（平成17年）3月18日
金曜 19:00 - 19:30 (30分)
日曜日の再放送と同様にテレビ朝日系全国ネットでの放送。前者では、金曜日の同枠で藤子アニメの放映は『ジャングル黒べえ』（NETテレビ時代、当時系列局だったMBS制作）以来だった。なお、後者は『ニュースシャトル』の放送時間変更に伴うもの。
1987年（昭和62年）10月23日 - 1989年（平成元年）3月31日
金曜 18:50 - 19:20（後続の『ニュースシャトル』の影響）

## 放送局
略称表記は放送当時のもの。系列は2005年3月終了時点でのもの。◎は現在他系列局だが、放送当時テレビ朝日系列と他系列とのクロスネットだった局。
| 放送地域       | 放送局                      | 系列                                         | ネット状況 | 備考                          |
| -------------- | --------------------------- | -------------------------------------------- | ---------- | ----------------------------- |
| 関東広域圏     | テレビ朝日 (ANB→EX)         | テレビ朝日系列                               | 制作局     | [ 注 20 ] [ 注 21 ]           |
| 北海道         | 北海道テレビ (HTB)          | テレビ朝日系列                               | 同時ネット | [ 注 21 ] [ 注 22 ]           |
| 青森県         | 青森朝日放送 (ABA)          | テレビ朝日系列                               | 同時ネット | [ 注 23 ]                     |
| 岩手県         | 岩手朝日テレビ (IAT)        | テレビ朝日系列                               | 同時ネット | [ 注 24 ]                     |
| 宮城県         | 東日本放送 (KHB)            | テレビ朝日系列                               | 同時ネット | [ 注 21 ]                     |
| 秋田県         | 秋田朝日放送 (AAB)          | テレビ朝日系列                               | 同時ネット | [ 注 25 ]                     |
| 山形県         | 山形テレビ (YTS)            | テレビ朝日系列                               | 同時ネット | [ 注 26 ]                     |
| 福島県         | 福島放送 (KFB)              | テレビ朝日系列                               | 同時ネット | [ 注 27 ]                     |
| 山梨県         | 山梨放送 (YBS)              | 日本テレビ系列                               | 遅れネット | [ 注 28 ]                     |
| 新潟県         | 新潟テレビ21 (NT21)         | テレビ朝日系列                               | 同時ネット | [ 注 29 ] [ 注 30 ]           |
| 長野県         | 長野朝日放送 (ABN)          | テレビ朝日系列                               | 同時ネット | [ 注 31 ]                     |
| 静岡県         | 静岡朝日テレビ (SATV)       | テレビ朝日系列                               | 同時ネット | [ 注 21 ] [ 注 32 ] [ 注 33 ] |
| 富山県         | 北日本放送 (KNB)            | 日本テレビ系列                               | 遅れネット | [ 注 34 ] [ 注 35 ]           |
| 石川県         | 北陸朝日放送 (HAB)          | テレビ朝日系列                               | 同時ネット | [ 注 36 ]                     |
| 福井県         | 福井放送 (FBC)              | 日本テレビ系列 テレビ朝日系列                | 遅れネット | [ 注 37 ] [ 注 38 ]           |
| 中京広域圏     | 名古屋テレビ (NBN)          | テレビ朝日系列                               | 同時ネット | [ 注 21 ]                     |
| 近畿広域圏     | 朝日放送 (ABC)              | テレビ朝日系列                               | 同時ネット | [ 注 21 ]                     |
| 鳥取県・島根県 | 山陰放送 (BSS)              | TBS系列                                      | 遅れネット | [ 注 39 ]                     |
| 広島県         | 広島ホームテレビ (UHT→HOME) | テレビ朝日系列                               | 同時ネット | [ 注 21 ]                     |
| 山口県         | 山口朝日放送 (YAB)          | テレビ朝日系列                               | 同時ネット | [ 注 40 ]                     |
| 香川県・岡山県 | 瀬戸内海放送 (KSB)          | テレビ朝日系列                               | 同時ネット | [ 注 21 ]                     |
| 愛媛県         | 愛媛朝日テレビ (EAT)        | テレビ朝日系列                               | 同時ネット | [ 注 41 ]                     |
| 高知県         | 高知放送 (RKC)              | 日本テレビ系列                               | 遅れネット | [ 注 42 ]                     |
| 福岡県         | 九州朝日放送 (KBC)          | テレビ朝日系列                               | 同時ネット | [ 注 21 ]                     |
| 長崎県         | 長崎文化放送 (NCC)          | テレビ朝日系列                               | 同時ネット | [ 注 43 ]                     |
| 熊本県         | 熊本朝日放送 (KAB)          | テレビ朝日系列                               | 同時ネット | [ 注 44 ]                     |
| 大分県         | 大分朝日放送 (OAB)          | テレビ朝日系列                               | 同時ネット | [ 注 45 ]                     |
| 宮崎県         | テレビ宮崎 (UMK)            | フジテレビ系列 日本テレビ系列 テレビ朝日系列 | 遅れネット | [ 注 46 ]                     |
| 鹿児島県       | 鹿児島放送 (KKB)            | テレビ朝日系列                               | 同時ネット | [ 注 47 ]                     |
| 沖縄県         | 琉球朝日放送 (QAB)          | テレビ朝日系列                               | 同時ネット | [ 注 48 ]                     |

### 過去のネット局
打ち切られた順に掲載。
| 放送地域       | 放送局               | 系列           | 備考                |
| -------------- | -------------------- | -------------- | ------------------- |
| 岩手県         | テレビ岩手 (TVI)     | 日本テレビ系列 | ◎                   |
| 長野県         | 信越放送 (SBC)       | TBS系列        | [ 注 50 ]           |
| 福島県         | 福島中央テレビ (FCT) | 日本テレビ系列 | ◎                   |
| 鹿児島県       | 鹿児島テレビ (KTS)   | フジテレビ系列 | ◎                   |
| 新潟県         | 新潟総合テレビ (NST) | フジテレビ系列 | ◎                   |
| 石川県         | 北陸放送 (MRO)       | TBS系列        | [ 注 56 ]           |
| 熊本県         | 熊本放送 (RKK)       | TBS系列        | [ 注 57 ]           |
| 鳥取県・島根県 | 日本海テレビ (NKT)   | 日本テレビ系列 | [ 注 58 ]           |
| 長崎県         | 長崎放送 (NBC)       | TBS系列        | [ 注 59 ]           |
| 長野県         | テレビ信州 (TSB)     | 日本テレビ系列 | ◎                   |
| 青森県         | 青森放送 (RAB)       | 日本テレビ系列 | ◎                   |
| 石川県         | 石川テレビ (ITC)     | フジテレビ系列 | [ 注 62 ]           |
| 秋田県         | 秋田放送 (ABS)       | 日本テレビ系列 | [ 注 63 ]           |
| 山形県         | 山形放送 (YBC)       | 日本テレビ系列 | ◎                   |
| 山口県         | テレビ山口 (TYS)     | TBS系列        | [ 注 66 ] [ 注 67 ] |
| 大分県         | 大分放送 (OBS)       | TBS系列        | [ 注 68 ]           |
| 愛媛県         | テレビ愛媛 (EBC)     | フジテレビ系列 | [ 注 69 ]           |
| 沖縄県         | 琉球放送 (RBC)       | TBS系列        | [ 注 70 ]           |
| 岩手県         | IBC岩手放送 (IBC)    | TBS系列        | [ 注 71 ] [ 注 72 ] |
| 徳島県         | 四国放送 (JRT)       | 日本テレビ系列 | [ 注 74 ]           |

## 年表
| 年     | 月日              | 備考 |
| ------ | ----------------- | --- |
| 1973年 | 9月30日           | 日本テレビ動画によって初めてアニメ化された『ドラえもん(第1作)』が会社の解散に伴い放送を終了。 シンエイ動画による今作の制作が決定するのは、1976年から1977年の頃の事となる。 |
| 1976年 | 9月9日            | 後に本作の制作を行うシンエイ動画が、Aプロダクションから社名を変更し改組。 |
| 1978年 | 8月               | 本作のパイロットフィルム『勉強部屋のつりぼり』が完成。 この時点でドラえもん、野比のび太、源静香、剛田武（ジャイアン）、骨川スネ夫、野比玉子（のび太のママ）が登場、その後声優は代役時を除き一律。 |
| 1978年 | 12月              | テレビ朝日での放送が決定する。 |
| 1979年 | 4月1日            | 本放送開始の前日であるこの日に本作を紹介、予告する特別番組が放送された。 この放送で、のび太の家にドラえもんがやってきて2人がはじめて出会う内容の番組『ぼくらのともだちドラえもん』 （司会：桂菊丸、大杉久美子、ゲスト：大山のぶ代）が放送された。 |
| 1979年 | 4月2日            | 関東ローカルでの本放送が開始。第1話は『ゆめの町ノビタランド』。 ドラえもんとのび太の出会いを描いた物語は後述、 翌年正月に特別番組『ドラえもんのびっくり全百科（オールひゃっか）』にて「未来の国からはるばると」として放送された。新たに番組レギュラーとして横沢啓子→よこざわけい子と井上和彦が加わり、2人でゲストキャラを折半することになった。 |
| 1979年 | 4月3日            | 4月3日放送作品『変身ビスケット』にて、のび太のパパこと野比のび助が初登場。声優は加藤正之。声優交代に関しては後述。 |
| 1979年 | 6月15日           | 6月15日放送作品『ラジコン大海戦』にて、スネ吉が初登場。声優は井上和彦。 その4年後に放送された『超リアル・ジオラマ作戦』以降は二又一成に交代し、そこからは一律。 |
| 1979年 | 10月3日           | 初のゴールデン特番『秋だ! 一番ドラえもん祭り』を19:00 - 20:00で放送。 過去放送された4本の他、パイロット作『勉強部屋のつりぼり』を初放送した。 |
| 1979年 | 12月20日          | 12月20日放送作品『百年後のフロク』にて、セワシが初登場。声優は太田淑子。その後25年間一律。 |
| 1980年 | 1月3日            | 初のテレビアニメオリジナル作品『タイムマシンでお正月（映像ソフト未収録）』が放映された。 以後数年間、正月三が日にスペシャル番組が放送されるパターンが続いた（前述の『ドラえもんびっくり全百科』もうち1日）。 |
| 1980年 | 3月12日           | 前年より同局の『水曜スペシャル』で始まったアニメ特番『春休み・夏休みマンガ祭り』の進行役として、ドラえもんが初登場。 これ以後1987年3月11日放送の『春だ! 今夜はアニメまつりだ!! とびだせ! ドラえもん』まで、ドラえもんが他の藤子アニメキャラと共に進行役を担当する。 |
| 1980年 | 3月15日           | 初のドラえもん映画作品『ドラえもん のび太の恐竜』が公開される。配給収入15億6000万円、観客動員数320万人。 |
| 1980年 | 4月4日            | 4月4日放送作品『税金鳥』にて、出木杉英才が初登場。声優は白川澄子。その後25年間一律。 |
| 1980年 | 4月8日            | 『春だ!一番ドラえもん祭り』内で放送された『おまたせドラミちゃん初登場!のび太の海底ハイキング』にてドラミが初登場。ドラミの声を担当したのは番組内で多くの脇役をこなしてきた横沢啓子（現：よこざわけい子）。その後約25年間ドラミの声を担当した。同日、『ドラ・Q・パーマン（映像ソフト未収録）』が放送。 |
| 1980年 | 5月5日            | モスクワオリンピック関連大型特番『オリンパソン'80』の一環として本作のスペシャル版として『のび太の夢の金メダル』が放送される。全編42分の長編であった。翌年のソウルオリンピックを控えた1987年末にも再放送されている。なお直前の18:30に放送されたバラエティ「ドリフと秀樹とドラえもん」にもドラえもんが出演し、ザ・ドリフターズや西城秀樹と共演した（このため通常の18:50版は休止）。 |
| 1980年 | 7月11日〜 8月29日 | 金曜19時30分枠で放送されていた『燃えろアタック』が7月11日に終了し、 同枠に8月29日から放送開始する『それゆけ!レッドビッキーズ』までのつなぎ番組の一環として、1か月間の本作の特集を開始。 7月18日から8月1日までは金曜19:30枠に『ドラえもん・夏休みアンコール劇場』を放送、 8月8日には初の夏の特番『夏だ!一番・ドラえもん祭り』を、金曜19:00 - 20:00 枠で放送した。 |
| 1980年 | 12月31日          | 初の大晦日特別番組『大晦日だよ!ドラえもん』を6時半から放送。以後、毎年の大晦日に特別番組を放送。ただし1995年は大晦日にビートルズ特別番組が編成されたため1日前倒して12月30日に放送した。 |
| 1981年 | 1月1日            | '81お正月だよ!ドラえもんと称して3日連続(大晦日も含めると4日)で6時半より放送。 |
| 1981年 | 9月23日           | 約2年と5ヶ月続いた帯放送枠での最後の放送。 帯枠最後の作品は『やどり木』。この枠では617作品を放送した。後枠は同じくシンエイ動画の制作による『忍者ハットリくん』。 |
| 1981年 | 10月2日           | 放送枠がゴールデンタイム進出に伴い、金曜19:00 - 19:30枠に移行。同時に多方面における大きな変革が行われる。 まずアイキャッチアニメーション を廃止し、サブタイトル画面を新作の物にした。 1作品の尺も6分30秒から10分50秒へ拡大。10分50秒の作品を2本立てで放送。 菊池俊輔作曲による劇中のBGMを原則、ほぼ全て新規BGMに変更。 またキャラクターデザインや色彩設定、その他の作画設定なども変更された。 |
| 1981年 | 12月31日          | 大晦日特別番組『大晦日だよ! ドラえもんと忍者ハットリくん』を放送。この年から1987年までは他の藤子アニメとの共同特番になる。 |
| 1982年 | 1月1日〜 1月3日   | 本作と『怪物くん』に、前年開始した『忍者ハットリくん』を加えた新春特番『'82お正月!! ドラえもん・怪物くん・忍者ハットリくんスペシャル』を放送。 4日連続して『ドラえもん』と『怪物くん』が見られる事となった。 |
| 1982年 | 1月8日            | 1回あたりの構成を変更。新作1本8分57秒と再放送作品2本6分30秒の3本立てに。 |
| 1982年 | 3月24日           | テレビ朝日の期首特番『オールスター番組対抗ボウリング大会』に、 『怪物くん』・『忍者ハットリくん』と共に全声優陣が初参加（アニメチームの参加はこれが初）。 さらにこの時のみ、藤子不二雄（当時）も参加した。以後当番組には、最後までアニメチーム が参加した。 初参加の時は、番組冒頭にドラえもん、怪物くん、ハットリカンゾウがボウリングをするアニメ（シンエイ動画制作）が挿入された。 |
| 1982年 | 10月22日          | 本日放送作品『ぼく失恋しちゃった』より、静香やジャイ子をはじめとする小学生の女子キャラクター達の男子キャラクター達に対する呼び名の脚本が「君」付けから「さん」付け呼び名へ変更された。 |
| 1983年 | 2月11日           | 本日放送回にて、番組最高視聴率31.2％を記録。 放送作品は『鏡の中の世界』『テストロボット（映像ソフト未収録）』『オンボロ旅館をたてなおせ』の3本。ただし後記2本は再放送作品。 テレビ朝日系で放送されたアニメの中では第1位の視聴率である。 |
| 1983年 | 10月13日          | テレビ朝日開局25周年特別番組『藤子不二雄スペシャル ドラえもん・ヨーロッパ鉄道の旅（映像ソフト未収録）』が放送。 アニメと実写の合成を用い、ドラえもんらと藤子両人が旅行するという内容の番組だった。 この番組はテレビ界初の立体的なアニメ（アニメ部分は当時としては珍しいCGでの制作）と 実写の新方式の合成が利用されていて「ドラビジョン」と名付られていた。 その後1985年の新春スペシャルとして再放送されている。 |
| 1983年 | 12月31日          | 本作と『ハットリくん』に、この年開始の『パーマン』を加えた大晦日特番『大みそかだよ! ドラえもん・パーマン・忍者ハットリくん "シシ丸のゆく年くる年"』を放送。「ドラ・ハッ・パー」が誕生する。翌1984年も『スーパービッグヒーロー 大晦日だよ! ドラ・ハッパー』のタイトルで放送。 |
| 1984年 | 5月18日           | 放送形態を変更。新作10分50秒と再放送10分50秒の2本立て。 その後も数回1話当たりの放送時間が8分57秒、10分50秒、12分43秒のいずれかにたびたび変更されていた。 |
| 1984年 | 11月30日          | 放送形態を新作12分43秒と再放送8分57秒の2本立てに変更。 |
| 1985年 | 4月5日            | 初のリメイク作品が放送。ドラえもん初のリメイク作品は単行本2巻収録『オオカミ一家』だった。 |
| 1985年 | 12月31日          | 「ドラ・ハッ・パー」に、この年開始の『オバケのQ太郎』と『プロゴルファー猿』、そして3年振りの『怪物くん』を加え、『藤子不二雄スペシャル オールスター大集合』を放送、1987年まで続ける。 |
| 1986年 | 11月14日          | 11月14日放送分は三原山噴火の報道特番に差し替えられ休止となった。 |
| 1987年 | 7月中             | 『ドラえもん21世紀まつり タイムカプセルドラ丸くんフェスティバル』で1つ目のタイムカプセル・ドラ丸くんが封印される。 2001年1月1日午前0時0分開封予定であったが作者が亡くなったこともあり恒久保存となった。 |
| 1987年 | 10月23日          | 女優の星野知子を起用した夕方のニュース番組『ニュースシャトル』が19時20分 - 20時00分の枠で放送開始されたため、この回より放映枠が18時50分-19時20分に移動。 Bパートの後半に「このあと7時20分からはニュースシャトルです」のお知らせテロップを挿入。 その後、本作が19:00スタートに戻った際はその他の藤子・F・不二雄作品を10分間の短編に仕立てて18:50から放送し、19:00からドラえもんを放送した。 次回予告はドラえもんが立て札に次回のタイトルをハケのようなもので書いていくという簡略化された20秒のものになっていた。 音楽も「ドラドラどこかにドラえもん」の前奏を利用した曲に変更された。また、本編も10分50秒の新作2本立てとなった。 この時期はパオパオチャンネル月曜日に、帯番組時代の再放送（初期放送分）があった。 |
| 1988年 | 1月8日            | 新作10分50秒と再放送10分50秒の2本立てになる。 |
| 1988年 | 3月25日           | 18:20-18:50の時間帯で放送された。これは前日に中国で起きた上海列車事故関連の情報でニュースシャトルが拡大したためである。 |
| 1988年 | 4月1日            | 本日放送作品『ワラシベにお願い（映像ソフト未収録）』にて、第1話「ゆめの町ノビタランド」から数えて特番を含み通算1000話を達成。 |
| 1988年 | 11月11日          | 1988年11月11日の放送は特番編成に伴い19:30 - 20:00での放送となる（『ニュースシャトル』が前倒しで拡大版を放送したため）。 これ以外にも昭和天皇の病状が芳しくない時は30分前倒して放送したこともあったほか、 ニュース速報によるテロップなどで昭和天皇の体調情報がたびたび流されていた（同時期の他のテレビ番組も同様）。 |
| 1988年 | 12月31日          | 8年ぶりに大晦日特番がドラえもん単独のものになり「大晦日だよドラえもん」が復活する。 |
| 1989年 | 1月6日            | 正月SP『ドラえもん夢気球SP』を19:00 - 20:00で放送。 熱気球「夢気球・ドラバルくん」の紹介を兼ねた新春特番で、1983年の特番と同じくアニメと実写の合成を用いた形式で、小学館から野比家へ風船で届いた手紙を手にドラえもんとのび太がイギリスの製造工場へ行って「ドラバルくん」と対面するという内容だった。工場へ行く前にはどこでもドアの到達点であるロンドン市内を観光。タケコプターで空からビッグベン・ロンドン橋や高層ビル群を見るという場面もあった。 しかし翌7日に昭和天皇の崩御、8日には「平成」への改元があったため「昭和64年」の放送はこれが唯一になった。 |
| 1989年 | 2月24日           | 昭和天皇の大喪の礼特番放送のため19:30 - 20:00での放送となる。 |
| 1989年 | 3月11日           | 通算10作目にあたる劇場版『ドラえもん のび太の日本誕生』が封切り。現在も破られていない歴代最高の観客動員数420万人を記録した。 |
| 1989年 | 10月27日          | 本日放送作品『そのときどこにいた』をもって、長年にわたり使用されていた野比家玄関の黒電話の使用・描写を終了。 |
| 1989年 | 11月24日          | 本日放送作品『高層マンション化エレベーター（映像ソフト未収録）』より、野比家玄関の電話が黒電話からプッシュホン電話へ変更された。 |
| 1990年 | 3月7日            | 同局の『水曜スーパーテレビ』（『水SP』の後身）で、3年振りのアニメ特番として、劇場版ドラえもん10周年を記念した『春だ! 映画だ! ドラえもん祭り』を放送。 |
| 1991年 | 2月24日           | 本作で神成さん役を務めた兼本新吾が逝去。アニメ版開始から連続で出演する声優の死去はこれが最初となった。 |
| 1991年 | 3月6日            | 同局の『水曜スーパーキャスト』（『水スーパーTV』の後身）で、ドラえもん達が他のテレビ朝日系列アニメと共演するクロスオーバー特番『春だ一番!日本一のアニメ祭り』を放送。 以後1992・1993年にも放送される。 |
| 1991年 | 3月22日           | 3月22日に放送された『チリつもらせ機（映像ソフト未収録）』から、神成さん役を演じてきた兼本新吾が死去したため、渡部猛が後任となって神成さんを演じる。 |
| 1991年 | 6月21日           | 中村英一が総作画監督に就任。各話の作画監督はローテーション制となった。 |
| 1991年 | 10月11日          | 放送が30分枠になって初めて、原作の存在しないアニメオリジナル作品が放送。 作品名は『ラッキー砂時計（映像ソフト未収録）』。 |
| 1992年 | 10月9日           | サブタイトル場面が長年使用されたオレンジタイトルからグリーンタイトルへ移行。 またこの日の放映よりオープニング、エンディングテーマともに変更され、オープニングの『ドラえもんのうた』は歌手が大杉久美子から山野さと子に交代。 |
| 1992年 | 10月23日          | 本日放送の『シャワーでかくれんぼ（映像ソフト未収録）』から 放映開始から野比のび助役を演じてきた加藤正之が咽喉癌のため途中降板し中庸助が後任となった。 |
| 1993年 | 3月18日           | 本作で野比のび助役を務めた加藤正之が逝去。 |
| 1993年 | 4月9日            | この回より新作の長さが10分50秒と8分57秒の1本ずつになり、1話目の前に1分50秒の『ドラえもん めいさく劇場』が付くようになった。 また、オープニング前に3秒間ブルーバックに白字で「テレビ化15周年」の表示が出るようになった。『ドラえもん めいさく劇場』は10月1日まで続いた。 |
| 1993年 | 9月8日            | 15周年特別番組『水曜特バン! ドラえもんボクの感謝の90分! 夢の四次元バラエティー』が放送される。 藤子・F・不二雄のアニメキャラクターが出演し競演した。 放送は全編実写とアニメの合成で、空き地を再現したメインセットやロケでドラえもん・のび太・しずか・ジャイアン・スネ夫・ドラミのメインキャラクター6人（アニメ）が進行役として出演。藤子・F・不二雄、柳沢慎吾と生稲晃子、6人の声を当てていた声優陣（すべて実写）がキャラクターと競演した。実写出演者の登場・退出時は「どこでもドア」を使う設定だった。 番組は藤子・F・不二雄の机からドラえもんが飛び出し夜明けの街へタケコプターで飛び出すところから始まり、『パーマン』・『オバケのQ太郎』・『エスパー魔美』・『チンプイ』・『21エモン』といったFアニメキャラと共演して人気のないシンエイ動画のスタジオを訪れた。その後藤子・F・不二雄とドラえもん達による対談やドラえもんやメインキャラクターのそっくりさん（一般人）を募集して紹介する「ドラ顔コンテスト」（その似ている一般人の元へリポーターが突撃するVTR。リポーターは島崎俊郎、広崎うらん、麻井かおり）、街の人にドラえもん・ドラミの絵を描かせるVTR（リポーターはピンクの電話）、1979年からの歴史をのび太としずかが「ドラバルくん」を使って空から東京の名所を比較したり、ジャイアンとドラミが「ソラえもん号」で横浜ベイブリッジへ出かけた後、骨川家で待っていたスネ夫と合流してファッションや玩具・ゲーム・音楽機器などをその時の話題曲をBGMに振り返る企画、後半には6人とその声優陣の対談、エンディングは帆船「海星号」の手伝いを6人がするといった内容だった。 CMの前後には芸能人からのメッセージVTRが放送された。 |
| 1993年 | 12月31日          | 『大晦日だよ! ドラえもん』を放送。 翌1994年に公開される『ウメ星デンカ 宇宙の果てからパンパロパン』の宣伝を兼ねて、デンカがゲスト出演（声は山田栄子）。 |
| 1994年 | 4月1日            | 今放送分から文字多重放送（字幕放送）を開始。 テレビ朝日でのアニメ化15周年を記念し、先述の通り、菊池俊輔作曲による劇中のBGMのうち、第1回放送「ゆめの町ノビタランド」から1981年頃まで使用されていた数十種類に及ぶうちの1つだけがこの日放送の新作「ハリ千本ノマス」で久々に復活・使用された。このBGMはサウンドトラック集等のCDには収録されていないBGMで、久々の採用となったが、翌週以降使用せずこの話が最後となった。 またキャラクターデザインや色彩設定、その他の作画設定なども変更された。 |
| 1995年 | 10月6日           | オウム真理教特捜関連の臨時ニュースに配慮し、 Aパート、Bパート冒頭で「番組を中断してニュースをお伝えする場合がありますのでご了承ください」と書かれたテロップが流されたが、 ニュースが挿入されることなく放送された。 |
| 1995年 | 12月30日          | 1980年以来毎年続いてきた大晦日の3時間特番が30日に移動。番組タイトルも『冬休みだよ！ドラえもんスペシャル』に変更された。31日にはビートルズの特番が放映された。 |
| 1996年 | 9月23日           | 藤子・F・不二雄（本名：藤本弘）逝去。享年62。 |
| 1996年 | 9月29日           | 藤子・F・不二雄逝去により、『ザ・スーパーサンデー』枠で追悼特番として『ドラえもん のび太の日本誕生』が再放送された。 放送終了直後には、生前の藤子の写真がエンドロールとして流れた。 |
| 1996年 | 12月31日          | 1996年（平成8年）のNHK紅白歌合戦にドラえもんが登場。同時刻にテレビ朝日ではドラえもんの大晦日スペシャルを放送していた。 |
| 1997年 | 8月8日            | サブタイトル場面、次回予告、本編BGM等がリニューアルされた。しかし、菊池俊輔作曲による劇中のBGMのうち1981年から本年7月まで使用されていた旧本編BGMはその後でも各新作「風のウワサ鳥」および「悪い子バンド!?」（各1999年放送）で再び使用されている。リニューアル前のBGMが再使用された意図は不明。 |
| 1998年 | 1月               | 前年12月16日にテレビ東京系列で放送された『ポケットモンスター』における「ポケモンショック」の事件を受けて、年が明けたこの月からひみつ道具を出すシーンなどにおいて用いられていたパカパカなど激しい点滅の演出を一切使わなくなる。同時に同年2月13日以降のBパートや特番での前年分までの再放送もひみつ道具を出すシーンではVTRを一時停止、それ以外の点滅カットもコマ落としの編集をするなど修正・編集が加えられた。なお、現在流通している映像ソフトなどでは点滅の修正はされずそのままであるが、衛星放送で本作や劇場版を再放送する際は再生速度を落としたり、残像処理を加えて放送している（ガイドラインに接触するため）。 |
| 1998年 | 10月11日          | TV放送&映画20周年を記念した『秋だ一番! ドラえもん TV&映画20周年!! スーパースペシャル』を放送。 番組では『パーマン』・『オバケのQ太郎』・『エスパー魔美』・『チンプイ』・『21エモン』といった、歴代藤子・F・不二雄アニメキャラが祝福に駆け付け、また『ウメ星デンカ』のデンカも5年振りにゲスト出演した。 |
| 1999年 | 10月              | ドラえもんが「青少年向け番組」に指定される。ただし、『ちびまる子ちゃん』にあるような表記は一切なし。 |
| 1999年 | 12月31日          | 年末長時間特別番組『24時間地球大騒ぎ!!カウントダウン2000』が放送される。番組内で『2000年だよ! ドラえもん』が放送された。 この番組では、各国の2000年になるカウントダウンの時間をドラえもんがナビゲートした。 また、21世紀に保存したい名場面を納めるアルミ合金製のドラえもんタイムカプセルが作られた。これは2112年9月3日に開ける予定になっている。タイムカプセルはテレビ朝日が保管しており、2003年9月の六本木ヒルズへの移転までテレビ朝日アーク放送センターの玄関に展示された後、六本木ヒルズ社屋のアトリウムを経て、現在はテレビ朝日若葉台メディアセンターに展示されている。 |
| 1999年 | 12月31日          | 同局の長寿番組『徹子の部屋』にゲストとしてドラえもんがCGで初出演。同番組に架空のキャラクターがゲスト出演したのはこれが初めて。 |
| 2000年 | 2月11日           | ドラえもんが2度目の『徹子の部屋』出演。 |
| 2000年 | 3月3日            | この回からモノラル放送からステレオ放送に移行。 |
| 2000年 | 6月9日            | サブタイトルが変更。グリーンタイトルからピンクタイトルになる。 |
| 2001年 | 7〜8月            | 世界水泳選手権中継により約1か月間放送が休止となる。 |
| 2002年 | 3月               | テレビ朝日ホームページ内にアニメドラえもんの公式ホームページが開設される。 |
| 2002年 | 7月13日           | 「THEドラえもん展」が大阪のサントリーミュージアム「天保山」で開催された。 大好評で、日本各地でも開催されたが2005年12月22日 - 2006年の1月17日の長崎県美術館県民ギャラリーの展示で最後となった。 |
| 2002年 | 10月4日           | 本編がセル画制作からデジタル制作へ移行されフルデジタルアニメーションとなる。それに伴いオープニングやエンディングも新しくなり、近代的作風へ大幅にリニューアルが行われた。 2002年当時では、すでに多くの作品がデジタル制作に移行されており、ドラえもんのデジタル制作への移行は非常に遅く、本番組のデジタル制作に伴いセル画制作のアニメは『犬夜叉』（2003年に移行）と『サザエさん』（2013年に移行）を残すのみとなるほど遅かった。 『ドラえもん』初の完全デジタル作品は『ミニドラレンタル中（映像ソフト未収録）』。 |
| 2003年 | 7月18日           | この日の放送作品『四次元エレベーター（映像ソフト未収録）』に当時主題歌を歌っていた渡辺美里が出演。 |
| 2003年 | 8月9日            | 渡辺美里の西武ドームライブにアニメ出演のお礼としてドラえもんがゲスト出演する。 |
| 2003年 | 11月21日          | この日の放送で放映枠が現在の金曜夜7時になってからレギュラー放送が通算1000回を迎えた。 |
| 2004年 | 3月6日            | 『ドラえもん』第2作第1期の映画シリーズ最終作『ドラえもん のび太のワンニャン時空伝』が公開。興行収入30.5億円。 |
| 2004年 | 7月9日            | 放送前に曽我ひとみ、ジェンキンス夫妻がジャカルタで再会するニュースが入ったため、 直前に報道特別番組に差し替えられ、その日の放送予定分は翌週に延期された。 |
| 2004年 | 7月15日           | コロコロコミックにて次回作の映画を2006年春に公開することを発表。 |
| 2004年 | 10月1日           | 渡辺歩がコンテ・演出・作画監督の三点を同時に担当した最後の作品『ためしにさようなら』がオンエア。 渡辺は次作においてキャラクターデザインを担当する。 |
| 2004年 | 10月22日          | 番組史上初めてドラえもん映画作品『ドラえもん のび太と銀河超特急』を4週に分けて放送。 11月12日は日米野球の中継を放送するため、最終章は1週延期して11月19日に放送された。 |
| 2004年 | 10月23日          | 特別番組『今夜公開!! 誰も知らない ドラえもんの秘密スペシャル!』が新潟テレビ21をはじめほとんどの地域は放送開始から5分ほどで新潟県中越地震関連の報道特番に差し替えられる形で放送中止となった。これに従い、この特番は2ヶ月後の12月18日に放送が延期された。一部地域ではこの特番の再放送も行われた。 なお、この特番の中で翌年に行われる『ドラえもんどんどんプロジェクト』の開催が発表された。当初の放送日は後述する声優陣交代の発表より前だったため告知では明かされなかったが翌年春のリニューアルに伴うPRを兼ねたプロジェクトである。 |
| 2004年 | 11月22日          | 朝日新聞一面にて声優陣交代が公表される。 この件は朝日新聞が独占で唐突に公表したため、NHKを始めとした他の報道機関は予定を変更し、時間を割いてこの話題を報道した。 |
| 2004年 | 12月17日          | 芝山努チーフディレクターのコンテ担当最終作『のび太とのび夫（映像ソフト未収録）』放送。 |
| 2005年 | 3月18日           | 『ドラえもん オールキャラ夢の大集合スペシャル!!』をもって大山のぶ代ら主要キャスト5人（+12人）とスタッフ陣が降板。 1984年12月21日放送の再放送作品『ハリーのしっぽ（映像ソフト未収録）』と旧声優陣による再アフレコ兼リメイク作品『ドラえもんに休日を?!』をもって、本作のレギュラー放送を終了。平均視聴率は14.0%（関東地区、ビデオリサーチ調べ）。なお、同日は直前番組の『スーパーJチャンネル』の特集コーナー（関東ローカル）でもこの回のアフレコ（同年3月4日収録）の模様に密着した映像や大山らレギュラー5人へのインタビュー、第2作2期の新キャストの紹介等が放送された。 |
| 2005年 | 3月25日           | 本作の最終回となる『ドラえもん のび太のワンニャン時空伝』を放送。 大山のぶ代と小原乃梨子が映画のナレーターとして登場しシリーズの最後の放送を終える。これをもち『ドラえもん』第2作第1期は26年の歴史に終止符を打った。CMの前後にはこれまでの映画作品をバックに大山らレギュラー5人から視聴者へ最後の挨拶・メッセージ（上記3月18日放送分の収録日に撮影）が送られ、終了後には第2作第2期の予告映像も放送された。 |
| 2005年 | 3月下旬           | 第14回日本映画批評家大賞で田山力哉賞を受賞。 |
| 2005年 | 8月27日           | シンエイ動画の創業者にして本作の監修を手がけた楠部大吉郎が逝去。 |
| 2005年 | 8月28日           | 本作のレギュラーキャラクター5人の声優を務めた大山のぶ代、小原乃梨子、野村道子、肝付兼太、たてかべ和也の5人が日本テレビ系で放送された24時間テレビ 「愛は地球を救う」に出演。 |
| 2006年 | 11月19日          | 2006年に開催された第11回アニメーション神戸にて 大山のぶ代、小原乃梨子、野村道子、肝付兼太、たてかべ和也が特別賞を受賞。 |
| 2007年 | 3月               | 東京国際アニメフェア2007にて 本作のレギュラーキャラクター5人の声を務めた大山のぶ代、小原乃梨子、野村道子、肝付兼太、たてかべ和也が第3回功労賞を受賞。 |
| 2009年 | 11月18日          | テレビアニメ『ドラえもん』の放送開始30周年を記念して、1979年4月2日から1980年3月31日までに放送された全309作品を収録した テレビ朝日限定生産DVDBOX『DORAEMON TIME MACHINE BOX 1979』が発売。 このDVDBOXにはパイロットフィルムの『勉強べやのつりぼり』と1980年の正月スペシャルに放送された『未来の国からはるばると』も特典映像として収録されている。 |
| 2009年 | 某日              | 劇伴を担当した菊池俊輔が『ドラえもんBGM』でJASRAC賞の日本国外からの著作物利用料収入が最も多い作品に与えられる国際賞を受賞。2012年にも再度受賞。 |
| 2010年 | 3月19日           | 『ありがとう！30周年 今夜かぎりの春のドラえもん祭』内で地域限定だった10分帯番組時代のシリーズ第1話「ゆめの町ノビタランド」を初の全国放送。 新作ではないが5年ぶりに本作の作品が放送された。 |
| 2010年 | 12月13日          | 兼本新吾に代わり1991年から神成さん役を務めた渡部猛が逝去。 |
| 2012年 | 6月27日           | 峰あつ子に代わり1986年からおばあちゃん役を務めた高村章子が逝去。 |
| 2014年 | 5月               | CSテレ朝チャンネル1（現在はテレ朝チャンネル2）にて『TVアニメ35周年記念・ドラえもん名作コレクション』と題した第1話から話数順での一挙放送が実施。30分枠で、オープニングは1981年9月27日まで放送していた日曜枠と、1981年10月2日からの金曜枠に分かれ、クレジットも再打ちされている。 |
| 2014年 | 8月8日            | 映画『STAND BY ME ドラえもん』公開記念としてCSテレ朝チャンネルにて行われた傑作選放送で、地上波放送終了以来初めてピンクタイトル作品の再放送が行われる。 |
| 2014年 | 11月5日           | 岡安プロモーション2代目編集技師の岡安肇が逝去。 |
| 2014年 | 12月18日          | AUDIO PLANNING U創業者にして本作の音響監督の浦上靖夫が逝去。 |
| 2015年 | 2月14日           | 「ドラえもん映画祭2015」に小原乃梨子と野村道子がサプライズゲストとして出演。第2作第2期のキャスト（水田わさび、大原めぐみ）と共演を果たした。大山は欠席したが手紙を寄せており小原が代読した。 |
| 2015年 | 6月18日           | ジャイアン役を務めたたてかべ和也が逝去。作品の終了から11年目にして本作のメインキャストで一人目の逝去者となった。翌日に放送された『ドラえもん』では追悼テロップが流れた。 |
| 2015年 | 11月25日          | 出木杉英才役を務めた白川澄子が逝去。2日後に放送された『ドラえもん』ではたてかべの時と同様の追悼テロップが流れた。 |
| 2015年 | 12月13日          | NHK・BSプレミアムにて、大山のぶ代と本作が歩んだ26年間を描いたドラマ『ドラえもん、母になる〜大山のぶ代物語〜』をオンエア。主演（大山のぶ代）は鈴木砂羽が務め、ナレーターには小原乃梨子が起用された。併せて新規のインタビュー映像も放送され、小原の他、野村道子、肝付兼太、そして本作のプロデューサーを務めた別紙壮一も出演した。 |
| 2016年 | 10月20日          | スネ夫役を務めた肝付兼太が逝去。8日後に放送された『ドラえもん』ではたてかべ、白川の時と同様の追悼テロップが流れた。 |
| 2019年 | 4月               | CSテレ朝チャンネル2にて、『ドラえもん名作コレクション』としてCS初放送エピソードを放送していた枠が打ち切り。 |
| 2020年 | 6月24日           | CSテレ朝チャンネル2にて、『ドラえもん名作コレクション』としてCS初放送エピソードを放送再開。現在は毎週水曜、夜9時30分から2話連続放送中。 |
| 2021年 | 4月24日           | 劇伴を担当した菊池俊輔が逝去。5月1日に放送された『ドラえもん』では追悼テロップが流れた。 |
| 2021年 | 10月29日          | セワシ役を務めた太田淑子が逝去。 |
| 2022年 | 11月5日           | この回で放送された「ななころびてんとう虫」より、第2作2期のスタッフ・キャスト陣による本作のアニメオリジナルエピソードのリメイク作品が不定期に放送されるようになった。該当話の脚本と絵コンテは当時と同じスタッフが表記されている。 |
| 2023年 | 10月20日          | 加藤正之に代わり1992年10月からのび助役を務めた中庸助が逝去。 |
| 2024年 | 7月12日           | のび太役を務めた小原乃梨子が逝去。7月27日に放送された『ドラえもん』では、番組の最後に小原が演じるのび太の映像と共に追悼テロップを添えて放送した。 |
| 2024年 | 9月29日           | ドラえもん役を務めた大山のぶ代が逝去。10月12日に放送された『ドラえもん』ではミニコーナー放送後に大山が演じるドラえもんの映像をバックに追悼メッセージが読み上げられた後、名場面集が放送された。これに伴い急遽Bパートで再放送される話の内容が変更された。 |
| 2024年 | 11月18日          | 音響効果を担当した柏原満が逝去。 |

## 声の出演

### メインレギュラーキャラクター
メインキャラクターの声優5名は、いずれも1979年4月2日『ゆめの町ノビタランド』から2005年3月18日『ドラえもんに休日を?!』まで、一貫して担当（個々の体調不良などによる、休演時を除く）。
- ドラえもん - 大山のぶ代
- 野比のび太 - 小原乃梨子、丸山裕子（代役、1979年7月23日『おおかみ男クリーム』 - 7月28日『かげがり』）
- 源静香（しずか） - 野村道子
- 剛田武（ジャイアン） - たてかべ和也
- 骨川スネ夫 - 肝付兼太、龍田直樹（代役、1985年11月1日『モーテン星』 - 12月6日『思い切りバサミ』）

### 準レギュラーキャラクター
- ドラミ - よこざわけい子[注 89]（1980年4月8日『おまたせドラミちゃん初登場! のび太の海底ハイキング』 - 2005年3月18日『ドラえもんに休日を?!』）
- 野比玉子(のび太のママ) - 千々松幸子（1979年4月2日『ゆめの町ノビタランド』[注 90] - 2005年3月18日『ドラえもんに休日を?!』）
- 野比のび助(のび太のパパ) - 加藤正之（1979年4月3日『変身ビスケット』 - 1992年10月2日『あべこべの星』）→中庸助（1992年10月23日『シャワーでかくれんぼ』 - 2005年3月18日『ドラえもんに休日を?!』）
- おばあちゃん - 峰あつ子（1979年5月21日『おばあちゃんのおもいで（前）』 - 1979年10月23日『夢まくらのおじいさん』）→高村章子（1986年1月3日『おばあちゃんだいすき』 - 2004年8月13日『のび太の家出』）
- ノビスケ - 小原乃梨子（1979年4月7日『のび太のおよめさん』 - 1987年12月25日『タイムワープリール』）
- セワシ - 太田淑子（1979年12月20日『百年後のフロク』 - 2005年3月18日『ドラえもんに休日を?!』）
- ミニドラ - 北川智絵（1990年4月6日『ドラえもんの健康診断』）→佐久間レイ（1994年3月11日『ミニドラ救助隊』 - 2005年3月18日『ドラえもんに休日を?!』）
- しずかのママ - 横沢啓子（1979年4月4日『テストにアンキパン』 - 1981年4月27日『バランスちゅうしゃ』）→松原雅子（1981年6月22日『しずかちゃんさようなら』 - 2005年3月18日『ドラえもんに休日を?!』）
- ジャイ子 - 太田淑子（1979年4月13日『のろいのカメラ』）→青木和代（1980年1月2日『ドラえもんのびっくり全百科』 - 2005年3月18日『ドラえもんに休日を?!』）
- ジャイアンの母ちゃん - 青木和代（1979年4月17日『正義のみかたセルフ仮面』 - 2005年3月18日『ドラえもんに休日を?!』）
- スネ夫のママ - 鳳芳野[注 91]（1979年4月19日『ママをとりかえっこ』 - 1991年3月8日『船舶びんづめ材』）→横尾まり[注 92]（1991年4月19日『ハマグリパック』 - 2005年3月18日『ドラえもんに休日を?!』）
- スネ吉 - 井上和彦（1979年6月15日『ラジコン大海戦』）→二又一成（1984年6月8日『超リアル・ジオラマ作戦』 – 2005年3月18日『ドラえもんに休日を?!』[注 93]）
- 出木杉英才 - 白川澄子（1980年4月4日『税金鳥』 - 2005年3月18日『ドラえもんに休日を?!』）
- 先生 - 沢りつお（1979年4月4日『テストにアンキパン』 - ）→加藤治→井上和彦（1979年10月 - 1981年9月9日『本人ビデオ』）→田中亮一（1981年10月2日『ドラえもんだいきらい!?』 - 2005年3月18日『ドラえもんに休日を?!』）
- 神成さん - 田中崇→緒方賢一→兼本新吾（1982年4月2日『怪物くんぼうし』 - 1990年9月14日『町内突破大作戦』）→渡部猛（1991年3月22日『チリつもらせ機』 - 2005年3月18日『ドラえもんに休日を?!』）
- ミイちゃん - 真柴摩利（1993年2月）→麻見順子（1993年4月）→渡辺久美子（1994年5月 - 1995年8月）→中沢みどり（1995年11月 - 1996年10月18日『ミイちゃんが行方不明』）→くまいもとこ（1997年12月5日『四次元キャッチャー』）→松本さち（1998年5月15日『自分だけ早回し時計』 - 2005年3月18日『ドラえもんに休日を?!』）、瀧本富士子（1998年12月18日『サンタバッグでクリスマス』）

## スタッフ

### メインスタッフ
- 原作 - 藤子・F・不二雄[注 1]
- 連載 - 小学館の学習雑誌、てれびくん、コロコロコミック
- キャラクターデザイン・総作画監督（旧・作画監督） - 中村英一
- 美術監督 - 工藤剛一、川井憲、川本征平、佐藤正行、沼井信朗、石橋修一、浜名お孝、川口正明、工藤由美、清水としゆき、磯渕千歌、滝口比呂志、鈴木聡
- 美術設定 - 川本征平
- 色彩設計 - 野中幸子→松谷早苗
- 撮影監督 - 清水達正、小池彰、高橋明彦、金子仁、熊谷正弘
- 編集 - 井上和夫→岡安肇
- 音響監督（旧・録音監督） - 浦上靖夫（途中降板）、大熊昭[注 94]
- 音楽 - 菊池俊輔
- 音楽制作 - 日本コロムビア→コロムビアミュージックエンタテインメント
- チーフプロデューサー（旧・プロデューサー）
  - テレビ朝日 - 高橋正樹、小泉美明、菅野哲夫、波多野正美、加藤守啓、木村純一
  - ADK - 亀山泰夫→山崎立士
  - シンエイ動画 - 別紙壮一、真田芳房、山田俊秀
- プロデューサー
  - テレビ朝日 - 高橋由佳、岩本太郎、山川秀樹、太田賢司、濱田千佳、梶淳
  - ADK - 小川邦恵
  - シンエイ動画 - 大澤正享、小倉久美
- チーフディレクター - （不在）[注 2]→もとひら了→芝山努
- 音響制作 - オーディオプランニング・ユー→AUDIO PLANNING U[注 95]
- 音響制作担当 - 加藤知美
- 録音スタジオ （旧・録音）- 整音スタジオ[注 96][62]→APUスタジオ→APU MEGURO STUDIO
- サウンドミキサー（旧・整音） - 中戸川次男→大城久典→内山敬章
- アシスタントミキサー - 山本寿
- 音響効果 - 柏原満、フィズサウンドクリエイション[注 97]
- 現像 - 東京現像所
- ビデオ編集 - 山本洋平
- 広報 - 三輪祐見子→奥村彰浩→吉田香絵→鈴木かおり→松本実希子→豊島晶子→曲尾有香→飯田爽→加藤二奈（テレビ朝日）
- アシスタントプロデューサー - 湊亜弥子→小久保聡→西口なおみ→吉川大祐（テレビ朝日）
- 文芸 - 松岡清治、桶谷顕、滝原弥生、山本有子
- タイトル - 大口写真製版、くすべちょう→道川昭
- 制作担当 - 佐久間晴夫、田村正司、田中敦 → 不在
- 制作デスク - 田村正司、山田俊秀、田中敦、市川芳彦、大澤正享、馬渕吉喜、大金修一
- 演出助手 - 森脇真琴、もとひら了、生嶋真人、井上修、原恵一、安藤敏彦 他 → 不在
- 制作 - テレビ朝日、旭通信社 → ASATSU → ASATSU-DK → ADK、シンエイ動画

### 各話スタッフ(五十音順)
- 脚本 - 五十嵐暁美、池田眞美子、岡部優子、岡本尚也、小川あさ美、桶谷顕、加藤公平、川崎良、川辺美奈子、岸間信明、きなかたゆい、楠部工、工藤カンナ、草川昭、久保田美智代、小松崎康弘、ごうどかずひこ、酒井直行、さかもとたけし、佐藤勝一、清水勝也、志茂文彦、城山昇、杉原めぐみ、園田英樹、滝原弥生、舘谷徹、田中浩司、谷口純一郎、田村安彦、辻真先、富永淳一、中弘子、西村孝史、パクキョンスン、はねだ翼、深見弘、藤子不二雄、藤本信行、松岡清治、松下幹夫、松田季治、松本勇、丸尾未歩、水出弘一、三ッ浦孝、 宮下義浩、もとひら了、矢島大輔、山田隆司、山崎晴哉、雪室俊一、吉田喜昭
- コンテ・演出（※コンテのみ参加したスタッフも含む） - 阿部正巳、穴倉敏、阿仁マスオ、安藤敏彦、石井文子、石川類、石原立也、石原ひろし、生嶋真人、池田成、伊東政雄、稲垣行雄、井上修、大金正一、大関雅幸、大滝勝之、大西清、大原蓮三、大文字良一、岡崎稔、岡嶋國敏、緒形静、奥田誠治、尾崎正善、鹿島恒保、金子伸吾、神村幸子、川田武範、北林いつか、草川昭、小泉謙三、向後知一、こだま兼嗣、小華和ためお、小林和彦、湖山禎崇、坂田透、ささき誠、佐々木裕之、芝山努、渋谷哲夫、鈴木良二、須田裕美子、須藤典彦、角谷哲生、善聡一郎、大地丙太郎、高須賀克巳、高橋資祐、高屋敷英夫、高柳哲司、滝沢敏文、竹内大三、竹田裕二、田代文夫、土橋博、塚田庄英、出﨑哲、段野原一郎、中村孝一郎、中村みくりや、生頼昭憲、西牧秀夫、西村純二、中原誠、西元あきひろ、西山裕次、根岸宏樹、野田拓実、野寺三郎、パクキョンスン、原恵一、原田益次、春田克典、平井峰太郎、福冨博、藤原良二、藤みねお、ほんごうみつる、前園文夫、増田光昭、松本淳、御厨恭輔、美月紫苑、三家本泰美、みなかよしたか、南碧、南田良夫、向中野義雄、ムトウユウジ、望月敬一郎、望月智充、もとひら了、森脇真琴、八角哲夫、康村正一、矢吹勉、山口秀憲、山崎勝彦、山下克己、山本孝一、山本一、山吉康夫、横山裕一朗、吉田茂承、吉永尚
- 作画監督
  - 作画監督のみ - 飯村一夫、大武正枝、大宅幸男、香西隆男、椛島義夫、金子志津枝、川島明、久保園誠、窪田正史、鈴木欽一郎、高倉佳彦、田中登、端名貴勇、徳田悦郎、なかじまちゅうじ、中村英一、南部大介、畑良子、原完治、藤森雅也、前田実、増谷三郎、若松孝思、吉橋節
  - 演出兼任あり - 一川孝久、おおたぬう、小和田良博、鈴木信一、富永貞義、野島進、野田作樹、本多敏行、三浦清継、森下圭介、山崎猛
  - 演出、コンテ兼任あり - 渡辺歩

## 音楽

### オープニングテーマ
特記なきものは1番を使用。
|     | 曲名             | 歌手                   | 使用開始話 | 使用開始日    | 最終使用話 | 最終使用日    | 備考 |
| --- | ---------------- | ---------------------- | ---------- | ------------- | ---------- | ------------- | --- |
| 1   | ドラえもんのうた | 大杉久美子             | 01         | 1979年4月2日  | 0156       | 1979年9月29日 | 10分枠。帯番組版では日曜版より前後数秒ずつがカットされている。 スタッフクレジットは他とは異なりひらがな表記。 |
| 日  | ドラえもんのうた | 大杉久美子             | -          | 1979年4月8日  | -          | 1981年9月27日 | 日曜枠。 |
| 2   | ぼくドラえもん   | 大山のぶ代 こおろぎ'73 | 0157       | 1979年10月1日 | 0617       | 1981年9月23日 | 10分枠。正月特番のオープニングに使われたためこの3日間のみは放映エリア全域で聴けた。1987年の『パオパオチャンネル』内での再放送、ならびにスペシャルでの「のび太の夢の金メダル」の再放送では冒頭の「藤子不二雄劇場」の表示とイントロを一部カットし、テロップを入れ直したものが放送された。 |
| (1) | ドラえもんのうた | 大杉久美子             | 0618       | 1981年10月2日 | 1199       | 1992年10月2日 | 映像とスタッフロールの書体は変更。映像は1984年4月6日にも変更。 |
| 3   | ドラえもんのうた | 山野さと子             | 1200       | 1992年10月9日 | 1681       | 2002年9月20日 | 1995年4月14日に映像とスタッフロールの書体が変更。 |
| 4   | ドラえもんのうた | 東京プリン             | 1682       | 2002年10月4日 | 1705       | 2003年4月11日 | 2002年12月までは3番。 翌年1月からは1番を使い、スタッフロールの書体も変更。 オープニングを歌っているのは誰だというクイズを実施していたため、 正体が発表されるまでは「○○プ○○」と表示されていた。 2020年現在、オープニングの尺が50秒となっており、比較的短いオープニングである。           |
| 5   | ドラえもんのうた | 渡辺美里               | 1706       | 2003年4月18日 | 1752       | 2004年4月23日 | |
| 6   | ドラえもんのうた | AJI                    | 1753       | 2004年4月30日 | 1787       | 2005年3月11日 | |

「ぼくドラえもん」は10分枠でのみ使われており、全国放送の30分枠に着目した場合、一貫して「ドラえもんのうた」が使われていた。

### エンディングテーマ
初期の10分帯枠にはエンディングがなく、最初のエンディングは日曜枠のものである。
また、エンディングテーマの情報は2002年9月まではオープニングテーマ内にてオープニングの情報とまとめてクレジットされていたが、同年10月以降はエンディングテーマにクレジットされるようになった。
|     | 曲名                       | 歌手                   | 使用開始話 | 使用開始日     | 最終使用話 | 最終使用日     | 備考 |
| --- | -------------------------- | ---------------------- | ---------- | -------------- | ---------- | -------------- | --- |
| 日  | 青い空はポケットさ         | 大杉久美子             | 01         | 1979年4月8日   | 0617       | 1981年9月27日  | 日曜枠。映像は2種類ある。 映画『ドラえもん ぼく、桃太郎のなんなのさ』でも使用された。                                                                                                   |
| 1   | まる顔のうた               | 大山のぶ代             | 0618       | 1981年10月2日  | 0737       | 1983年11月11日 | レンタル映像ソフトに収録されているため、比較的容易に視聴できる。 |
| 2   | サンタクロースはどこのひと | 大山のぶ代             | 0738       | 1983年11月18日 | 0743       | 1983年12月23日 | 正式なEDとしては最も使用期間が短い。 |
| (1) | まる顔のうた               | 大山のぶ代             | 0744       | 1983年12月30日 | 0757       | 1984年3月30日  | |
| 3   | ぼくたち地球人             | 堀江美都子             | 0758       | 1984年4月6日   | 0971       | 1988年4月8日   | 途中から映像が追加されている。 1986年の作画変更後も約2年ほど旧作画のまま使われた。 |
| 4   | 青空っていいな             | 堀江美都子             | 0972       | 1988年4月15日  | 1199       | 1992年10月2日  | レコード版よりも音のピッチが高くなっている。 制作クレジットが旭通信社からASATSUに変更された。                                                                                           |
| 5   | あしたも♥ともだち          | にしわきゆい           | 1200       | 1992年10月9日  | 1346       | 1995年4月7日   | スタッフロールの書体が変更された。 |
| 6   | ぼくドラえもん2112         | 大山のぶ代 こおろぎ'73 | 1347       | 1995年4月14日  | 1681       | 2002年9月20日  | 10分枠オープニング「ぼくドラえもん」の別アレンジ。 リニューアル前では最も長く使われたEDである。 1996年11月1日以降からはテレビ朝日のシンボルマーク（ネットワークシンボル）がつけられた。 |
| 7   | またあえる日まで           | ゆず                   | 1682       | 2002年10月4日  | 1705       | 2003年4月11日  | 2002年11月15日に映像が変更。 映画『ドラえもん のび太とふしぎ風使い』でも使用された。 |
| 8   | タンポポの詩               | THE ALFEE              | 1706       | 2003年4月18日  | 1729       | 2003年10月3日  | |
| 9   | YUME日和                   | 島谷ひとみ             | 1730       | 2003年10月10日 | 1757       | 2004年5月28日  | 映画『ドラえもん のび太のワンニャン時空伝』でも使用された。 |
| 10  | あぁ いいな!               | ω（ダブルユー）        | 1758       | 2004年6月4日   | 1787       | 2005年3月18日  | |

「あしたも♥ともだち」までは基本的に3、4年周期（1983年クリスマス前限定の「サンタクロースはどこのひと」を除く）で、「ぼくドラえもん2112」は7年半使用と、20世紀はエンディングテーマをかなり長期サイクルで使ってきたが、「またあえる日まで」以降はタイアップ色の強い曲で半年ごとに変わっていた。このほか、映画の宣伝のため一時的にエンディングが変更された時期がある。
| 曲名                                       | 歌手                    | 使用日                                     | 使用映画                 |
| ------------------------------------------ | ----------------------- | ------------------------------------------ | ------------------------ |
| 青い空はポケットさ                         | 山野さと子              | -                                          | 『帰ってきたドラえもん』 |
| 時の旅人                                   | 西田敏行                | 1989年2月3日 – 1989年2月17日               | 『日本誕生』             |
| 季節がいく時                               | SPEED                   | 1999年3月26日                              | 『宇宙漂流記』           |
| この星のどこかで                           | 由紀さおり 安田祥子     | 2000年3月10日、2000年3月24日、2000年4月7日 | 『太陽王伝説』           |
| Love you close                             | 知念里奈                | 2001年3月16日 – 2001年4月13日              | 『翼の勇者たち』         |
| いっしょに歩こう 〜Walking into sunshine〜 | KONISHIKI               | 2002年2月22日                              | 『ロボット王国』         |
| ひとりじゃない 〜I'll Be There〜           | KONISHIKI with 新山千春 | 2002年3月1日                               | 『ロボット王国』         |

1996年ごろまでは毎年2月 - 3月にかけてエンディングテーマ後に新作映画公開のお知らせが入るため、エンディングテーマもショートバージョンでの放送となっていた。

### 日曜枠挿入歌
日曜枠で、本編終了直後に流れていた歌。そのあとCMを挟んでエンディング「青い空はポケットさ」が流れていた。テレビ朝日では「推理クイズ・マゴベエ探偵団」（名古屋テレビ制作）の途中で日曜日朝6時55分からも流れていた。VHS・DVDの「TV版ドラえもん」ではエンディング前のおまけ映像として収録。
CSのテレ朝チャンネル1（現在はテレ朝チャンネル2）の『ドラえもん名作コレクション』内でも流れている。
1. ドラえもん・えかきうた 歌 - 大山のぶ代
2. ドラえもん音頭 歌 - 大山のぶ代、こおろぎ'73（映像はドラえもんが一人で踊る初期版と、のび太としずかが踊る新振付の後期版がある）
3. ドラミちゃんのえかきうた 歌 - 横沢啓子

ドラえもん、ドラミちゃんのえかきうたは後に水田わさびと千秋がカバーしている。

### 挿入歌・キャラクターソング
| 曲名                         | 作詞         | 作曲・編曲         | 歌                               | 備考                                                                        |
| ---------------------------- | ------------ | ------------------ | -------------------------------- | --------------------------------------------------------------------------- |
| ワンパク三人組               | ばばすすむ   | 菊池俊輔           | 小原乃梨子/肝付兼太/たてかべ和也 | BGM用に編曲され本編にて多用。                                               |
| ドラドラどこかにドラえもん   | 喜多條忠     | 菊池俊輔           | 大杉久美子                       |                                                                             |
| ドラえもんの夢               | ばばすすむ   | 菊池俊輔           | 大杉久美子                       |                                                                             |
| ドラえもんマーチ             | 若林一郎     | 菊池俊輔           | こおろぎ'73/コロムビアゆりかご会 |                                                                             |
| ドラえもん数えうた           | ばばすすむ   | 菊池俊輔           | 大山のぶ代/こおろぎ'73           | 1980年1月2日放送『ドラえもんのびっくり全百科』内で原曲使用。                |
| おれはジャイアンさまだ!      | たてかべ和也 | 菊池俊輔           | たてかべ和也                     | 原曲での使用はもとより、たてかべがアカペラで歌うことが多い。                |
| のんきなのび太くん           | ばばすすむ   | 菊池俊輔           | 小原乃梨子                       | BGM用に編曲され本編にて多用。                                               |
| しずかちゃんのうた           | ばばすすむ   | 菊池俊輔           | かおりくみこ                     |                                                                             |
| スネ夫のうた                 | 肝付兼太     | 菊池俊輔           | 肝付兼太                         | 1997年9月26日放送『何でもなる木セット』内でスネ夫がアカペラで歌唱。         |
| ぽかぽかふわふわ             | 高田ひろお   | 菊池俊輔           | 大杉久美子                       |                                                                             |
| ドラえもんしりとりうた       | ばばすすむ   | 菊池俊輔           | こおろぎ'73                      |                                                                             |
| いいやつなんだよドラえもん   | 楠部工       | 菊池俊輔           | 大杉久美子                       |                                                                             |
| ドラえもんじゃあニィ         | 喜多條忠     | 菊池俊輔           | 大山のぶ代                       |                                                                             |
| すてきな一週間               | 楠部工       | 菊池俊輔           | こおろぎ'73                      |                                                                             |
| あした・あさって・しあさって | 高田ひろお   | 菊池俊輔           | 小原乃梨子/森の木児童合唱団      | BGM用に編曲され本編にて使用。                                               |
| ドラえもんにゅうイヤー       | 喜多條忠     | 菊池俊輔           | 大山のぶ代                       |                                                                             |
| ドラえもん子守唄             | 藤子不二雄   | 菊池俊輔           | 大杉久美子                       |                                                                             |
| 浪曲ドラえもん               | 小谷夏       | 菊池俊輔           | 大山のぶ代                       |                                                                             |
| ゾウさんの瞳はなぜ青い       | 喜多條忠     | 菊池俊輔           | 大杉久美子                       | 1980年1月3日放送『ゾウとおじさん』内で原曲使用。                            |
| ドラえもんのクリスマス       | ばばすすむ   | 菊池俊輔・青木望   | 大山のぶ代                       |                                                                             |
| ぽけっとポッポッポー         | 山本正之     | 山本正之           | こおろぎ'73                      |                                                                             |
| うきうきタイムトラベル       | 山本正之     | 山本正之・神保正明 | こおろぎ'73                      |                                                                             |
| 夢                           | 山崎ハコ     | 山崎ハコ           | 山崎ハコ                         | 1981年1月2日放送『精霊よびだしうでわ』内で原曲使用。                        |
| 風のマジカル                 | 湯川れい子   | NOBODY             | 小泉今日子                       | 劇場版第5作の主題歌。 1984年4月6日放送『さらばキー坊』内で原曲使用。        |
| 時の旅人                     | 武田鉄矢     | 堀内孝雄・若草恵   | 西田敏行                         | 劇場版第10作の主題歌。 1994年9月30日放送『逆成長グラス』内で原曲使用。      |
| 少年期                       | 武田鉄矢     | 佐孝康夫           | 武田鉄矢                         | 劇場版第6作の主題歌。 2004年10月1日放送『ためしにさようなら』内で原曲使用。 |

### その他
- 森の小人 - 1984年8月10日放送『ドンジャラ村のホイ』にて。ドンジャラ村のテーマソングに使われた。
- 北国の春 - 1987年3月27日放送『真夜中のお花見』にて。のび太のパパ→ママ→ジャイアン→スネ夫の順で歌った。

## キャラクターデザイン

### キャラクターデザインの変遷
一.第一期の作画
本作の放送は約26年間も続いたので画調も時間と共に少しずつ変わってきた。しかし中にはスタッフたちが意図的にキャラクターデザインを変更したことが何回かある。大きく分けて計3回行われている。
キャラクターデザインは中村英一により行われた。本人も自覚しているがあまり原作の絵と似ていない。本人いわく「アニメ用のキャラデザインをするにあたって大変悩んだ。何とか原作に似せようと努力したがやはり自分の絵になってしまい力不足を痛感した」とのことである が、キャラクターデザインはもとより絵への影響は作画監督者による影響の方が大きい。作画監督者により絵は大きく異なる。だが基本はキャラクターデザイン者および総作画監督を務める中村英一の指導のもとに絵が確立されるため大きく異なるといってもそのキャラクターが誰だか分からなくなるということはまず無いが作画品質が著しく低い物や作画崩壊を起こしている作品が帯番組時代には数本あった。
(1) 1979年4月2日『ゆめの町ノビタランド』〜1981年9月27日『やどり木』
- 放送開始からの約2年間。月曜 - 土曜で帯番組として放送されていた期間である。このアニメシリーズでは一番作画が一定していない時期で先述のように作画監督者によりキャラクターデザインが大きく異なる。これは帯枠での放送だったため作画の統一は難儀な事であったとプロデューサーの別紙が後日語っており、作画崩壊を起こしている回はVHSには収録されず『タイムマシンBOX』まで収録は見送られていた。
- この時期での特徴は、作画監督者による作品の絵に影響するデザインのばらつきが顕著に見られる点である。そのため、第2作1期の中期以降と比べて作画がかなり違う。例えば、本多敏行が作画監督だった場合、スネ夫の眉毛がつながっていたりすることが分かりやすい例である。放送第1話『ゆめの町ノビタランド』が多く再放送されたが、この作品の作画監督者は椛島義夫だったため中村英一が設定した原画とはまた大きく絵が異なっていた。また、一人原画の回も少なくない。
- 放送を見た藤子から『原作に似てない』、『キャラクターの髪が均等じゃない』などの苦情が来てしまった為、体制が安定してきた放送2年目からはスタート時のキャラクター表が書き直され、当初のAプロ風作画からシンエイ動画独自の画作りに改められた。

(2) 1981年10月2日『ドラえもんだいきらい!?』〜1985年8月16日放送分『山寺のユーレイ騒動』から1985年9月20日にかけて
- テレビアニメ版に先駆け、本格採用半年前となる1981年3月公開の劇場版ドラえもん のび太の宇宙開拓史より初採用。
- 作画から動画に及ぶまで既存デザイン設定に忠実に制作されるようになる。それに伴い作画設定、色彩設定にも手が加えられた。またキャラクターデザインの変更と共に脚本設定、家の間取り設定なども多少変更される。
- この間、作画監督者はほとんど中村英一に絞られ、作画がほぼ一定となり帯枠時のアバウトな作調も大幅に改善される。

(3) 1985年8月16日放送分『浦島事件のなぞに挑戦』から1985年9月27日『しゅっちょう口目』にかけての作画変更後〜2005年3月18日『ドラえもんに休日を?!』
- 原作者の藤子を監修に立ち合わせての大掛かりな作画設定変更では最後の作画設定変更。ドラえもんのヒゲが青い部分へはみ出さず白い部分でおさまるようになる。またこの頃からのび太やしずかの身長尺が少々大きくなる。これにはのび太たちの学年がこの頃に小学5年生と確定されたことに起因する。
- 1988年頃から徐々に作画監督者を増やしていき、1991年からは渡辺歩が作画監督デビューした。2002年の後期頃、デジタルアニメに切り替わってからは第2作第2期に似た作画を行なった。当時の視聴者から見ると渡辺歩の作画はそうとう特徴的にうつり 一部のファンから反感をかってしまった。しかし通常よりキャラクターの目が大きくなり少し可愛らしくなっている。金子志津枝はこれに似た作画を行う。

二.第二期の作画

### 主な作画監督者

#### 中村英一
- このシリーズのキャラクターデザイン及び総作画監督を担当したアニメーター。今作のパイロットフィルム『勉強部屋のつりぼり』の作画監督を務めた。
- 『ドラえもん』が何かしらで商品化された時にその商品にプリントされるドラえもんのほとんどは中村英一が描いたドラえもんがプリントされている。本作のドラえもんといえばという時に提示されるドラえもんは中村英一が描いたドラえもんであることが多い[68]。
- 本人が一番印象に残っている作品は1979年4月10日に放送された『恐竜ハンター』。中村いわく「自分一人で原画を全て描いたので、強く印象に残っています。私自身も恐竜が大好きで、この話の演出家が仕事仲間の竹内啓雄氏だったこともあり、忘れられない作品です」とのこと[69]。
- 第2作第2期では各話スタッフとして作画監督を担当。2007年に富永貞義と共に番組を降板した。

#### 富永貞義
- 映画シリーズのほとんどの作品の総作画監督を担当したアニメーター。映画第2作『のび太の宇宙開拓史』にて映画作品で初の作画監督を担当。そこから22年間、『のび太とロボット王国』まで作画監督（後期では総作画監督）を全うし、映画ドラえもんならではの雰囲気を作り上げた。
- 渡辺歩に次いで作画監督をした作品数が多い（劇場用作品も含めて）。
- 自身にとって藤子・F・不二雄先生の存在とはという質問に対し「私の夢の多くを実現してくださった方。人生の目標です」と語っている[69]。
- 第2作第2期でも渡辺歩と共にキャラクターデザインを担当した。2007年に中村英一と共に番組を降板した（のちに復帰）。

#### 渡辺歩
- 1991年から作画監督デビュー。渡辺歩が作画監督した作品のドラえもんたちは目の大きさが比率的に大きく非常に愛らしく描かれ多くのファンを獲得し第2作第2期では富永貞義と共にキャラクターデザインを手がけた。
- 1990年公開の『のび太とアニマル惑星』にて作画監督補佐を務めた。
- 今作においては作画監督だけではなくコンテ・演出・映画によっては監督も務めた。コンテデビューは1996年5月17日に放送された『おしゃべり切手』。演出デビューは1997年10月18日放送の『ミイちゃんが行方不明』である。
- 自分にとって藤子・F・不二雄先生の存在とはという質問に対し「一番最初に好きになった漫画家で、やっぱり一番好きな漫画家。「ドラえもん」は私の全ての源です」と語っている[69]。
- 2003年公開の『のび太とふしぎ風使い』で初めて劇場用作品の総作画監督に任命される。翌年公開の『のび太のワンニャン時空伝』では演出も担当した。

#### 本多敏行
- テレビシリーズで多くの初期作品の作画監督を行う。
- 劇場版第1作『のび太の恐竜』の作画監督を行い、劇場版第4作『のび太と海底鬼岩城』から劇場版第9作『のび太のパラレル西遊記』までの6作品のレイアウト（コンテ）を担当する。

#### 椛島義夫
- 第1話『ゆめの町ノビタランド』の作画監督を行う。
- 短期間ではあったが放送が開始してからの約3ヵ月間の作画監督数は非常に多かった。
- 劇場版第2作『のび太の宇宙開拓史』と第3作『のび太の大魔境』のレイアウト（コンテ）を担当する。

## 原作と比較した本作の特徴
のび太の家が原作の物と形状が大きく異なる。外見上は原作の家より第1作と同じ木造である点は同一であり、窓、その他の形状などはいずれの物とも異なる。美術設定を第1作に引き続き担当した川本征平は、戦後の区営住宅をイメージして設定したと語っており、庭に設置されたバーゴラや、タテはめ板の外壁、瓦棒葺き屋根、中廊下式などの造りがそのことを特徴づけるデザインとなっている。
当時原作で「タケコプター」と「ヘリトンボ」の名称が入り混じっていた。番組スタッフの別紙壮一がそれらをタケコプターに統一し、それを原作側が逆輸入し原作でも名称がタケコプターに統一された。
1980年4月の特番からドラミは登場するが、作者の意向でガチャ子は登場しない。帯枠時にガチャ子が登場する原作が数作品アニメ化されているが、いずれにおいても同じである。
しずかのニックネームは原作では「しずちゃん」だが、アニメ版ではほぼ「しずかちゃん」へ統一している。また、原作でしずかは「あなた」を「あんた」などと言うことがあったが、担当声優である野村道子が放送開始から間もなく「あなた」に統一した。また、しずかの母のキャラクターデザインはふくよかに描かれた原作のものとは大きく異なっており、初登場した第3話以降 映画も含め最終話まで、しずかによく似たオリジナルのデザインが通された。このデザイン設定は第2作第2期にも引き継がれている。
アニメオリジナル作品が増加した2000年代に入るとジャイ子を初めとしてミニドラ、スネ吉、神成、ミイちゃん、ジャイアンの犬であるムクなどの脇役たちの登場が増加する。
また、原作に登場したひみつ道具の効用はほとんどそのままに外見とストーリーを少し変えただけの作品も多く放送されている。
『ドラえもん』は基本的には一話完結なので、単行本収録順にアニメ化をしているというわけでもなく、原作の作品を順不同にアニメ化して放送している。そのため本作で一度もアニメ化されなかった作品 も存在する。『ドラえもん』は一話完結であるとはいえ、登場人物が前にあったことを基本的に覚えていて、のび太が「前に使った道具だ」などと言ったりする。そのため、てんとう虫コミックス第11巻収録の「もしもボックス」よりも先にてんとう虫コミックス第13巻収録の「お金のいらない世界」が放送された時には矛盾が生じたことがある。原因は制作開始時に制作に関与した高畑勲が原作をアレンジせずにアニメ化するよう指南していたことも関係している。放送開始時には、すでにてんとう虫コミックス第15巻まで出版されていた。

## 本作のドラえもん
原作初期のドラえもんおよび、前作である第1作のドラえもんには現在に続く保護者的側面はほとんど無く、かつてのQ太郎のようにナンセンスなギャグ騒ぎを起こすトラブルメーカーとしての側面が強かった。
しかし、放送開始初期の帯枠時はアバウトな一面も見られたものの、今作においてドラえもんがトラブルメーカー的なキャラクターに描かれることはまず無かった。
帯枠から金曜の枠に入った時点 では、すでにドラえもんはのび太を呼び捨てにすることはほとんどなくなっている。
それ以降に原作初期の作品がアニメ化された場合も、原作のドラえもんの比較的過激なセリフは、ほかのキャラクターに差し替えられていたり、改訂されていたりする。
その中で大きかったのは、大山のぶ代による「ドラえもんは子守用ロボットであるから乱暴な言葉遣いなどはしない」という考えによって彼女なりに意識して演技を続けた結果であり、「ぼくドラえもんです」というセリフも元々「です」とは付いておらず彼女自身が付け足したものである。他にも「のび太を呼び捨てにしない」などの意向を持ってドラえもんを演じていた。原作もある程度は同一ではあるが、のび太がひみつ道具を携えて町へ行き騒動を起こすくだりは今作では少し濃めに強調されており、ドラえもんがのび太に同行することは稀である。その一連の経緯で本作での「ドラえもん」というキャラクターはのび太に対する保護者的側面が強く描かれるようになっていった。
映像的な面においては、本作のドラえもんの身長は設定上は原作と同じ129.3cmであるものの、実寸100cmで描かれている。理由は至って単純であり、ただその方がかわいらしく見えるため。これにより今作では放送開始時から、原作ではたいして大きくないドラえもんとのび太の身長差は格段に大きく描かれており、この点は第1作には見られなかった工夫である。また、この作画設定は第2作第2期にも受け継がれている。
口癖やキャラクターの呼称など、担当声優が独自につけた設定も多々存在している。これらはのちに原作へ逆輸入され、リニューアル後もほぼそのままの形で残った（ジャイアンが自己紹介時に発する「オッス！」やスネ夫の「ボクちゃん」、さらには音痴のジャイアンが実は「ラップが得意であること」など、リニューアル後に追加された設定も存在）。

## ドラえもんめいさく劇場
「ドラえもん めいさく劇場」（ドラえもん めいさくげきじょう）というコーナーを1993年4月9日放送分から10月1日放送分まで設けていたことがあった。
内容としては、『桃太郎』に代表されるような日本の昔話やお伽話の他、外国の『イソップ物語』や『アンデルセン物語』など、世界的な名作をギャグアニメとして面白おかしく改変したもの。例えば、『マッチ売りの少女』を題材にした回では「火遊びをするとおねしょをする」という迷信を基に、オチでしずかがおねしょをするというものとなっていた。
後に傑作選形式でVHS及びDVD化（後者は『おはなし玉手箱』に改題）されている。
後に「ドラえもん バラエティショー」と改題して再放送されたが、一部は自主規制により展開などが改変されている（例えば、前述のマッチ売りの少女に関してはしずかがおねしょをする場面がアイリスアウトで隠されている）。

## 再放送・映像ソフトの経緯
2005年3月の放送終了以降、放送回数の莫大さ故に容易な再放送が行えないため、本作の本放送用マスターを使用した純粋な再放送は一度も行われていない。これについては帯枠時の617回分が10分番組故に細々し過ぎてしまう点や、それ以降の新作と再放送作を合わせて放送した番組の編成形態などにも問題がある。純粋な再放送は放送30周年を記念した2010年の特番と2019年の放送40周年を記念した特番のみで、2010年には当時の10分番組として開始した第1回放送分である「ゆめの町ノビタランド」を、オリジナリティを考慮したうえでそのまま放送し、2019年には「恐竜ハンター」が再放送された。
このため、後年の再放送や映像ソフト化にあたっては、本放送時のフォーマットを使わずに再放送や映像ソフト用に編集されているものが多い。主な変更点としては、OPとEDの曲順が異なったり、次回予告が削除されていたり、スタッフのクレジット表記が前者および後者にそれぞれ差し替えられている点など。
ビデオ・DVDはすべて小学館より発売されている。本作のビデオソフトは、劇場版が85年に「のび太の恐竜」を筆頭にVHSソフトでレンタルされていたが、テレビシリーズの方は放送開始時から長らく発売されていなかった。1993年に放送15周年記念としてVHSソフトが順次刊行されたが、「傑作選」として発売しているため、収録されているものは一部である。このため、未収録話が多数存在するほか、収録順も放送時とは異なる。
2000年からはDVDが販売開始されたものの、一部のTVシリーズ、特に初期の劇場版に関してはDVD用の再テレシネ及びデジタルリマスターは一切行われておらずVHS時代のマスターを流用しているものが多い。特に後期の劇場版に関してはレターボックスで収録されているものも存在する ため、DVDとしては非常に粗悪なものとなっており、特に初期作品に関しては再放送や幾度も再発売が行われたこともありマスターの劣化が著しい物も少なくない。TVシリーズに関してはエピソードによって著しく画質・音質が低かったりするものも存在し、この問題は放送用マスターがD2-VTRになる90年代後半以降の作品で改善される。またDVDでは全てモノラル収録となっているが、ステレオ化以降の作品はそのままステレオ音源で収録されている。
2009年にTV放送30周年記念として1979年度放送分（10分番組）を全話収録したDVD-BOX『ドラえもんタイムマシンBOX1979』が発売された。続巻は発売されず、これ以降は収録話数・価格を抑制した『ドラえもんTVシリーズ名作コレクションDVD』（ISBNにより書店でも販売）に転換している。ただしコレクションDVDに収録される作品はほとんど特番用作品で、今作のレンタル用DVDに収録されているものとも収録作品がかなり重複している。そのため、日本で放送が長期化している主に国民的アニメと言われている作品の中では現在まで一切映像ソフトが発売されていない『サザエさん』を除いて、映像ソフト未収録作品の割合が極端に多い。
『ドラえもんタイムマシンBOX1979』収録作品には、放送当時は問題とされていなかったが現在になって差別描写として扱われるようになった演出の含まれる作品があるが、本編の前に注意書きと断りのテロップを挿入し問題をクリアしている。
また2010年に発売されたDVD『藤子・F・不二雄TVアニメアーカイブス』シリーズ(TCエンタテインメント)内に本作の内計8本、及びVHSのみの収録だった『ドラえもんめいさく劇場』が収録されている。
2012年4月23日、小学館は2011年発売の『ドラえもんTVシリーズ名作コレクションDVD』ゆめの町ノビタランド編と『ドラえもんタイムマシンBOX1979』に収録されている「一生に一度は百点を」で、制作当時のいたずら書きに性的な表現 があったとして該当部分約2秒を削除したDVDに交換することを発表している。
2014年からは前述のとおり、CSのテレ朝チャンネルにて「ドラえもん名作コレクション」として放送中。ここではEDこそカットされたものの、1話から順番に本放送を踏襲したものを放送している。2015年の大晦日には地上波の新作大晦日特番の番組宣伝を兼ねて、タイトル放送日が異なる1995年も含めた歴代の「大晦日だよ！ドラえもん」1980年～2004年分、現声優陣の「大晦日だよ！ドラえもん」2005年～2013年分の一斉再放送が行われた（ただし、提供クレジット部分の一部カットと1996年以降の本放送時にあったCM入り時テロップ「CMのあとは○○だよ!!」などの表記削除さらに1995年に関しては本放送のためだけに制作されていたザ・ドラえもんズメンバー紹介アイキャッチの全カットが行われている。それ以外の本編はオリジナル）。大晦日の特番に関してはCSではあるが2014年以外の年は初のノーカットであり、権利関係が厳しい中でクリアしテーマ曲をすべてカットせずに放送された。2018年末には2→1のリレー放送で、2017年までの再放送が行われた。2019年3月をもって通常放送枠での新作の放送はストップしていたが、2020年6月24日より約1年2ヶ月の放送休止期間を当て、再び新作の放送が開始された。2002年〜2004年までのオープニングは諸事情により3代目のものに差し替えられている。その後2021年度以降は1〜2ヶ月に1度1週間程度の連続放送として本放送当時の放映年順に順次不定期にまとめて放送が行われているが、「メロディおたま」（1996年放送）など未放送の作品も存在している。

## 映像ソフト
セル版
TV版ドラえもんコレクション (全12巻)
レンタルビデオ(後にDVDで再発売)の内容を1枚に2巻分を収録し12巻で24巻分を収録したもの。
季刊テレビ版・ドラえもんスペシャル (春・夏・秋・冬 全20巻)
TVスペシャル等で放送され尺の都合から通常のソフトに収録されなかったものを纏めたもの。話によって画質に差があるのが特徴。
ドラえもん・タイムマシンBOX
TV放送開始30周年を記念し帯番組時代の1年目の作品を纏めたもの。
ドラえもん名作コレクション
2011年から2014年にかけて展開された廉価版DVD。上記のDVDに未収録だった作品もいくつか収められている。
レンタル版
TV版ドラえもん (全60巻)
1993年から2000年にかけて展開された同名のVHSソフトをDVD化したもの。基本的に1979〜1984年度までの通常放送の作品の一部を収録。担任の先生の声は帯番組時代は複数の声優が担当していたが、パッケージのキャスト欄ではゴールデンタイム進出以降から担当している田中亮一が表記されている。
21世紀テレビ文庫・TV版ドラえもん（全34巻)
上記のTV版ドラえもんの繋がりで、1982〜1990年度までの通常放送の作品の一部を収録。31-34巻は1999年以降の作品を収録。DVDは未発売。
ドラえもん テレビ版スペシャル特大号 (春・夏・秋・冬 全24巻)
同名のVHS版をDVD化したもの。上記の季刊テレビ版と巻数が異なるのはセルDVD発売後に新たに第6巻が発売されたためである。1980〜2004年度までの作品の一部を収録しており、特番用に作られた新作の他にも、特番枠で再放送された通常放送の話も一部収録されている。

## キャッチフレーズ
- 1995年「僕ドラえもん」
- 1999年「映画 20th Anniversary TV 地球だいすき!」

## 賞歴
- 昭和59年（1984年）「十戒石板」（1983年放送）文化庁・テレビ用優秀映画賞
- 昭和60年（1985年）「サイラン液でサケをもどそう」（1984年放送）文化庁・テレビ用優秀映画賞
- 昭和63年（1988年）「あの頃に戻りたい!」（1987年放送）文化庁・テレビ用優秀映画賞
  - これら3本の作品は1988年の大晦日スペシャルで再放送された際、放送内にてドラえもんが文化庁から表彰を受けた旨を説明している。
- 平成元年（1989年）文化庁・テレビ用優秀映画賞
- 平成10年（1998年）劇場映画『ドラえもん のび太の南海大冒険』
  - 第53回毎日映画コンクールアニメーション映画賞
  - 文化庁メディア芸術祭アニメーション部門優秀賞
- 平成12年（2000年）劇場映画『おばあちゃんの思い出』
  - 第55回毎日映画コンクールアニメーション映画賞
- 日本のメディア芸術100選アニメ部門選出（芝山努監督）

## 劇場アニメ
放送開始からおよそ1年、帯枠時だった1980年に劇場用作品第1作が公開された。それ以降、毎年3月に新作が公開され2004年までに全26作品が公開された。また、第4作以降の作品は全て芝山努が監督を担当している。1988年公開分のみ原作者の体調不良により原作となる大長編が存在せず、1997年以降の原作者死去後は、藤子プロが原作漫画の執筆を担当した。原作漫画の大長編シリーズとしても2004年の物が最終作となっている。毎年1本新作を公開する製作体制は小学館のノウハウとなり、後に名探偵コナンやポケットモンスターの劇場版シリーズなどにも生かされている。

### 作品一覧
- ドラえもん のび太の恐竜（1980）
- ドラえもん のび太の宇宙開拓史（1981）
  - ドラえもん ぼく、桃太郎のなんなのさ (1981)
- ドラえもん のび太の大魔境（1982）
- ドラえもん のび太の海底鬼岩城（1983）
- ドラえもん のび太の魔界大冒険（1984）
- ドラえもん のび太の宇宙小戦争（1985）
- ドラえもん のび太と鉄人兵団（1986）
- ドラえもん のび太と竜の騎士（1987）
- ドラえもん のび太のパラレル西遊記（1988）
- ドラえもん のび太の日本誕生（1989）
- ドラえもん のび太とアニマル惑星（1990）
- ドラえもん のび太のドラビアンナイト（1991）
- ドラえもん のび太と雲の王国（1992）
- ドラえもん のび太とブリキの迷宮（1993）
- ドラえもん のび太と夢幻三剣士（1994）
- ドラえもん のび太の創世日記（1995）
- ドラえもん のび太と銀河超特急（1996）
- ドラえもん のび太のねじ巻き都市冒険記（1997）
- ドラえもん のび太の南海大冒険（1998）
- ドラえもん のび太の宇宙漂流記（1999）
- ドラえもん のび太の太陽王伝説（2000）
- ドラえもん のび太と翼の勇者たち（2001）
- ドラえもん のび太とロボット王国（2002）
- ドラえもん のび太とふしぎ風使い（2003）
- ドラえもん のび太のワンニャン時空伝（2004）